# Revolución científica

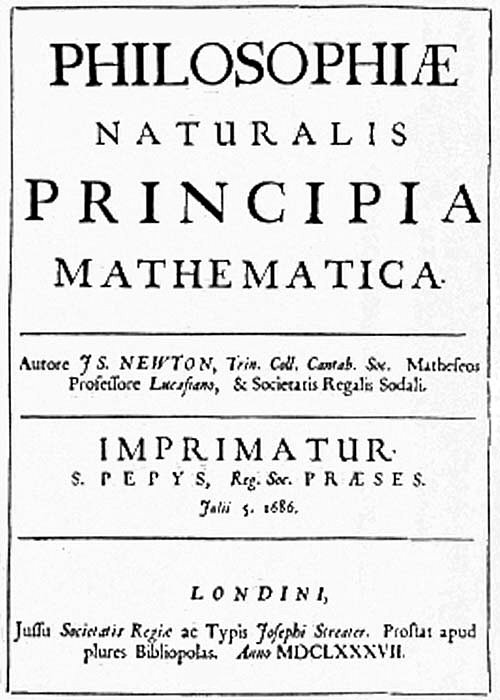
Philosophiæ naturalis principia mathematica de Newton (1687).

La revolución científica es un término usado para describir el surgimiento de la ciencia moderna durante el comienzo de la Edad Moderna asociado con los siglos XVI y XVII en los que nuevas ideas y conocimientos en matemáticas, física, astronomía, biología (incluyendo anatomía humana) y química, transformaron las visiones antiguas sobre la realidad y sentaron las bases de la ciencia moderna. La revolución científica se inició en Europa al final de la época del Renacimiento y continuó a través del siglo XVIII, influyendo en el movimiento social intelectual conocido como la Ilustración. Si bien sus fechas son discutidas, por lo general se cita la publicación en 1543 de De revolutionibus orbium coelestium (Sobre los giros de los orbes celestes) de Nicolás Copérnico como el comienzo de la revolución científica. Es considerada una de las tres revoluciones más importantes de la historia de la humanidad.
Una primera fase de la revolución científica, enfocada a la recuperación del conocimiento de los antiguos, puede describirse como el Renacimiento Científico y se considera que culminó en 1632 con la publicación del ensayo de Galileo; Diálogos sobre los dos máximos sistemas del mundo. La finalización de la revolución científica se atribuye a la "gran síntesis" de 1687 de Principia de Isaac Newton, que formuló las leyes del movimiento y de la gravitación universal y completó la síntesis de una nueva cosmología. A finales del siglo XVIII, la revolución científica habría dado paso a la "Era de la Reflexión".
El concepto de revolución científica que tuvo lugar durante un período prolongado surgió en el siglo XVIII con la obra de Jean Sylvain Bailly, que vio un proceso en dos etapas necesarias para eliminar lo viejo y establecer lo nuevo.
El filósofo e historiador Alexandre Koyré acuñó el término revolución científica en 1939 para describir esta época.

## Introducción

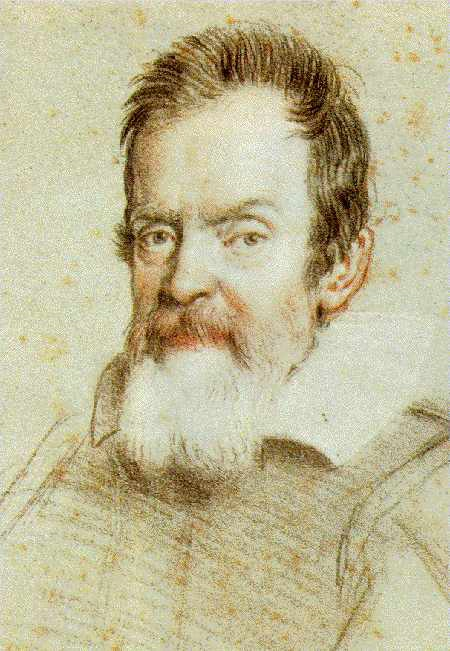
Retrato de Galileo Galilei de Leoni

Los avances en la ciencia han sido llamados "revoluciones" desde el siglo XVIII. En 1747, Clairaut escribió que «se decía que Newton en vida había creado una revolución». La palabra también fue usada en 1789 en el prefacio de la obra de Antoine Lavoisier anunciando el descubrimiento del oxígeno. «Pocas revoluciones en la ciencia han excitado inmediatamente tanta expectación general como la introducción de la teoría del oxígeno... Lavoisier vio su teoría aceptada por todos los hombres más eminentes de su tiempo, y se estableció en gran parte de Europa en pocos años desde su primera publicación».
En el siglo XIX, William Whewell estableció la noción de una revolución en la ciencia misma (o el método científico) que había tenido lugar en el siglo XV-XVI. Entre las más visibles de las revoluciones que han experimentado las opiniones sobre este tema, está la transición de una confianza implícita en las facultades internas de la mente del hombre a una profesa dependencia de la observación externa; y de una veneración ilimitada por la sabiduría del pasado, a una ferviente expectativa de cambio y mejora." Esto dio lugar a la visión común de la revolución científica de hoy en día:
«Una nueva visión de la naturaleza surgió, reemplazando la visión griega que había dominado la ciencia durante casi 2000 años. La ciencia se convirtió en una disciplina autónoma, distinta de la filosofía y la tecnología; y llegó a ser considerada por tener objetivos utilitarios».
Tradicionalmente se asume que comenzó con la revolución copernicana (iniciada en 1543) y fue completada en 1687 con la "gran síntesis" de Isaac Newton, plasmada en su obra cumbre, los Principia Matematicae. Gran parte del cambio de actitud provino de Francis Bacon, cuyo "anuncio seguro y enfático" del progreso moderno de la ciencia inspiró la creación de sociedades científicas como la Royal Society; y de Galileo Galilei que defendió las ideas de Copérnico y desarrolló la ciencia del movimiento.
En el siglo XX, Alexandre Koyré introdujo el término «Revolución Científica», centrando su análisis en Galileo, y el término fue popularizado por Butterfield en su obra Origins of Modern Science (Orígenes de la ciencia moderna). El trabajo de Thomas Kuhn de 1962 La estructura de las revoluciones científicas enfatizó que no pueden compararse directamente diferentes marcos teóricos —como la teoría de la relatividad de Einstein y la teoría de la gravedad de Newton, que la reemplazó.

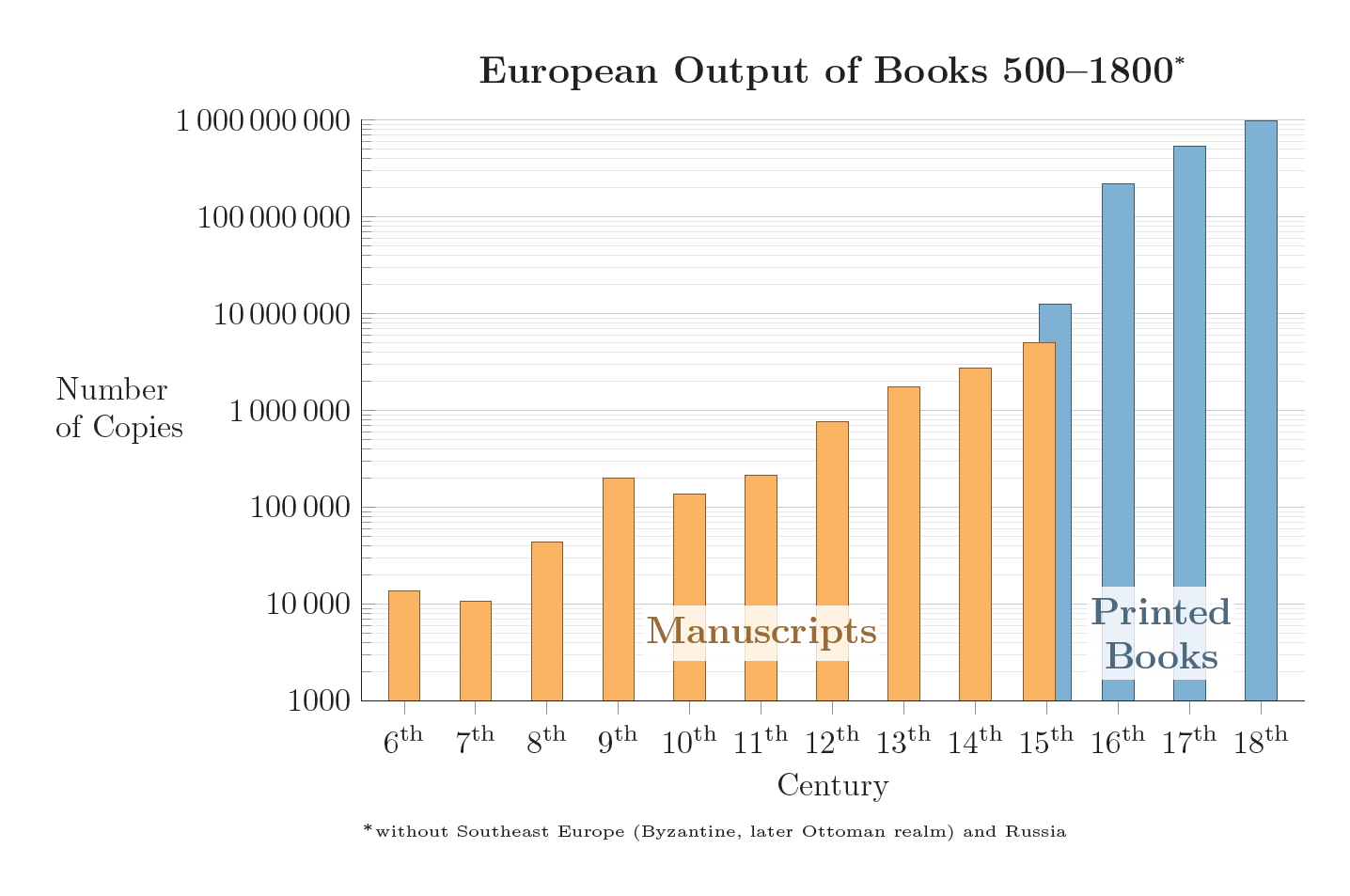
Producción de libros en Europa occidental en las edades Media y Moderna (en naranja manuscritos y en azul impresos). Para permitir la comparación obsérvese que la escala no es lineal, sino exponencial en potencias de diez.

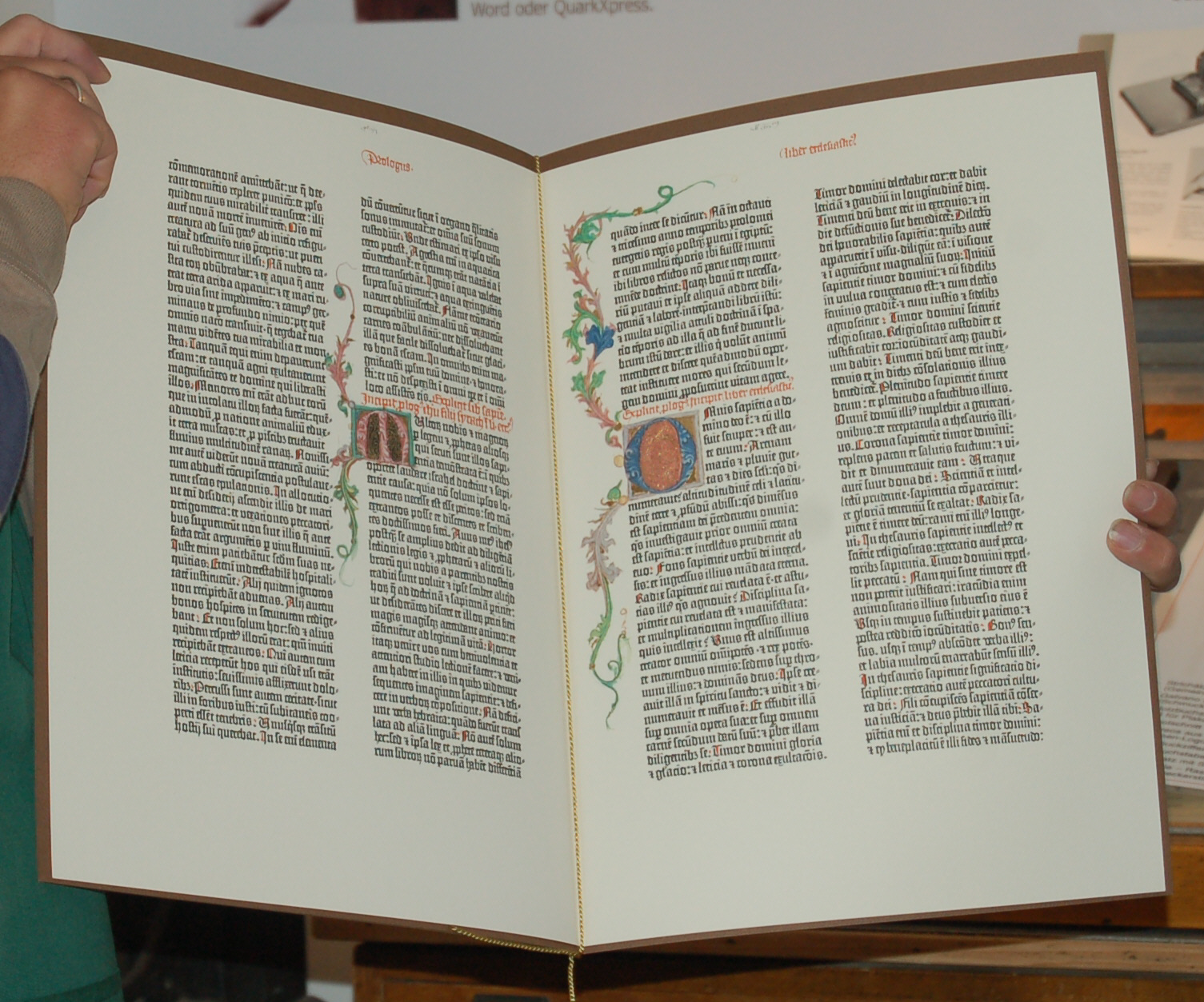
Biblia de Gutenberg (1450-1455). El desarrollo de la imprenta permitió por primera vez un acceso casi instantáneo y universal a los conocimientos a medida que se iban produciendo. La publicación (que también podía hacerse mediante la correspondencia) se convirtió en un requisito para la atribución de un éxito científico, y convirtió la ciencia en una actividad colectiva. La alfabetización se generalizó, sobre todo en los países del norte de Europa, donde triunfó la Reforma protestante (que insistía en la necesidad del acceso individual a la lectura de la Biblia). La relación entre La ética protestante y el espíritu del capitalismo fue señalada por Max Weber.

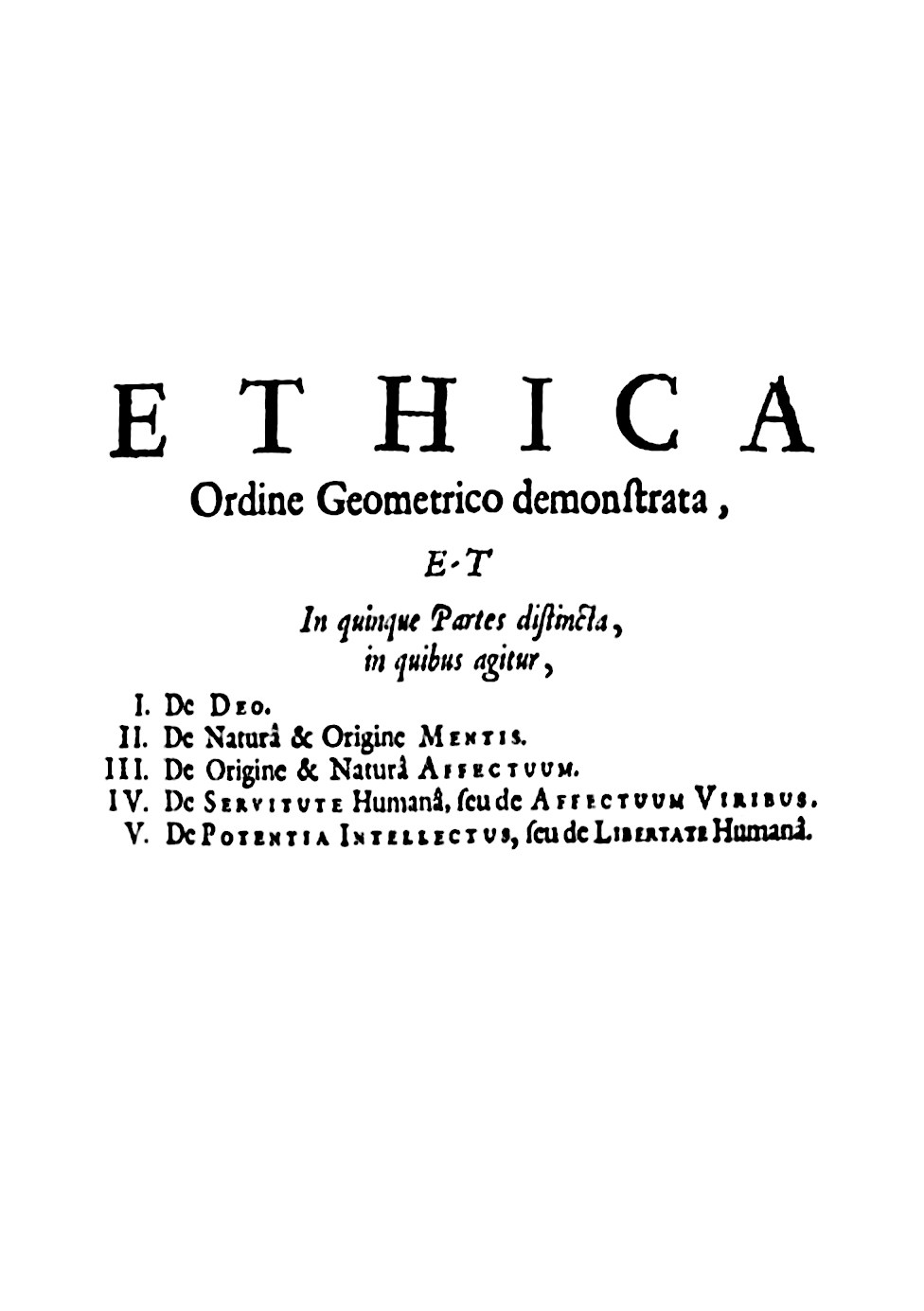
Ethica ordine geométrico demonstrata de Spinoza, 1677

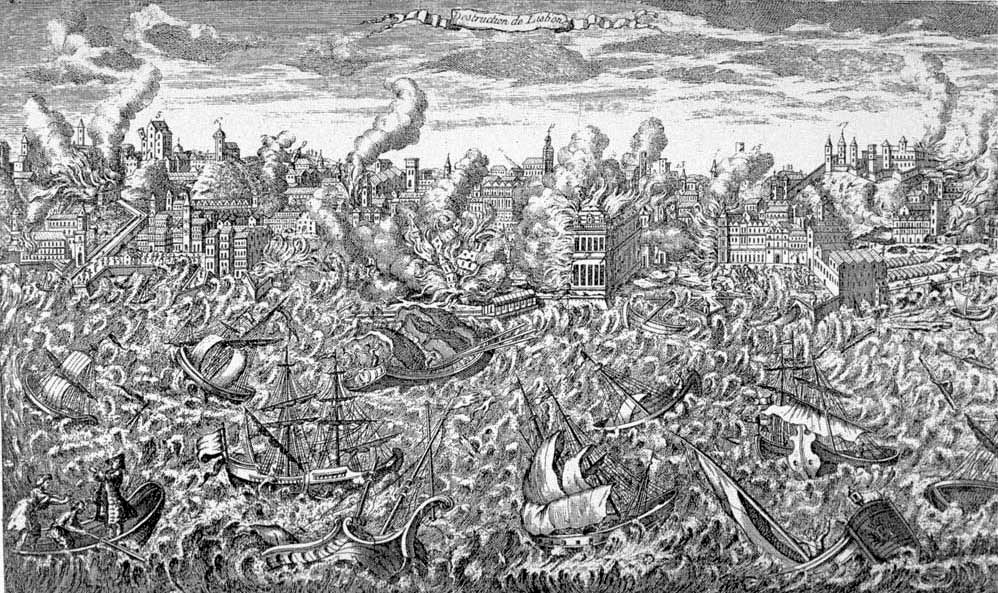
Representación artística del terremoto de Lisboa (1755). La impresión que causó en la opinión pública europea confirmó en los llamados philosophes (comprometidos en el ambicioso y peligroso proyecto de L'Encyclopédie ou Dictionnaire raisonné des sciences, des arts et des métiers de Diderot y D'Alembert, 1751-1772) la necesidad de un cuestionamiento radical de los dogmas; un sentido crítico y una osadía intelectual (sapere aude) que Kant definió posteriormente como "la salida del hombre de su autoculpable minoría de edad" (Ausgang des Menschen aus seiner selbstverschuldeten Unmündigkeit), en su artículo Was ist Aufklärung? ("Qué es ilustración", 1784)

Desde la Antigüedad, los conceptos de "ciencia" y "filosofía" eran indisociables, en un esquema de las ramas del conocimiento (el arbor scientiarum) que desde la Edad Media estaba presidido por la teología (philosophia ancilla theologiae -"la filosofía es esclava de la teología"-, tópico atribuido a Pedro Damián). La separación de los ámbitos de las llamadas "ciencias útiles" y de las llamadas "humanidades", y el fin del uso del latín como lengua científica se fue produciendo con mucha lentitud, y no antes del siglo XVIII; pero ya desde su comienzo en la segunda mitad del siglo XV, la "modernidad" propia de la "Edad Moderna" significó en primer lugar la secularización del pensamiento y la diferenciación entre "letras humanas" y "letras divinas", paso indispensable para convertir la "filosofía natural" en un dominio autónomo que solo se sometiera a la razón y a la experimentación, diferenciado del de las ciencias morales, humanas o sociales (diferenciación que posteriormente será lamentada como una escisión intelectual entre las dos culturas). Tales subdivisiones fueron produciéndose a medida que el desarrollo de la historia cultural fue haciendo imposible que un "humanista" pretendiera dominar todas las ramas del saber (al menos en cuanto a la capacidad objetiva de leer todo lo que se publicaba, ya que la imprenta multiplicó las publicaciones). En torno a 1500 Leonardo da Vinci pudo ser un sabio universal. En la primera mitad del siglo XVII todavía René Descartes podía ser a la vez óptico, geómetra, analista matemático, psicólogo, teórico del conocimiento y metafísico; mientras que Spinoza pretendía demostrar la ética "de modo geométrico" y Leibniz fue considerado "el último sabio universal". Para redactar L'Encyclopedie a mediados del siglo XVIII tuvo necesariamente que recurrirse a múltiples expertos en múltiples disciplinas especializadas.
Con la revolución copernicana se inició un conflicto entre la ciencia y la fe: Miguel Servet y Giordano Bruno fueron quemados, uno por los protestantes y otro por los católicos (en realidad las partes más problemáticas de su pensamiento no eran tanto las científicas -circulación sanguínea y heliocentrismo, respectivamente- como las propiamente religiosas, pero la clave residía precisamente en el hecho de que tanto jueces como acusados compartían la convicción de que ambos ámbitos estaban necesariamente vinculados), mientras que Galileo optó por retractarse. El propio Copérnico fue ajeno a tales problemas, al no publicarse su obra hasta después de su muerte. Con un planteamiento muy distinto, Blaise Pascal (Pensées, 1669) concilió su conciencia científica con su conciencia religiosa aplicando una "apuesta" probabilística que le demostraba la conveniencia de mantener creencias sobrenaturales; un fideísmo compartido por algunos católicos, como Pascal, y algunos protestantes, como Pierre Bayle, que llegó a proponer la completa separación de las esferas de la fe y la razón (Dictionnaire Historique et Critique, 1697). La condena papal a Galileo no se levantó explícitamente hasta el siglo XX, pero ya en 1741 Benedicto XIV (llamado "el papa de las luces") había otorgado el imprimatur a sus obras completas, una vez que James Bradley había aportado una prueba óptica de la trayectoria orbital de la Tierra. El conjunto de las obras heliocentristas fueron sacadas del Index librorum prohibitorum en 1757. Pero no fue hasta después de la Revolución francesa que fue posible una escena como la protagonizada por Laplace y Lagrange ante Napoleón Bonaparte, en la que se consideraba la existencia de Dios como una mera hipótesis, que había pasado a ser innecesaria para explicar el mundo.

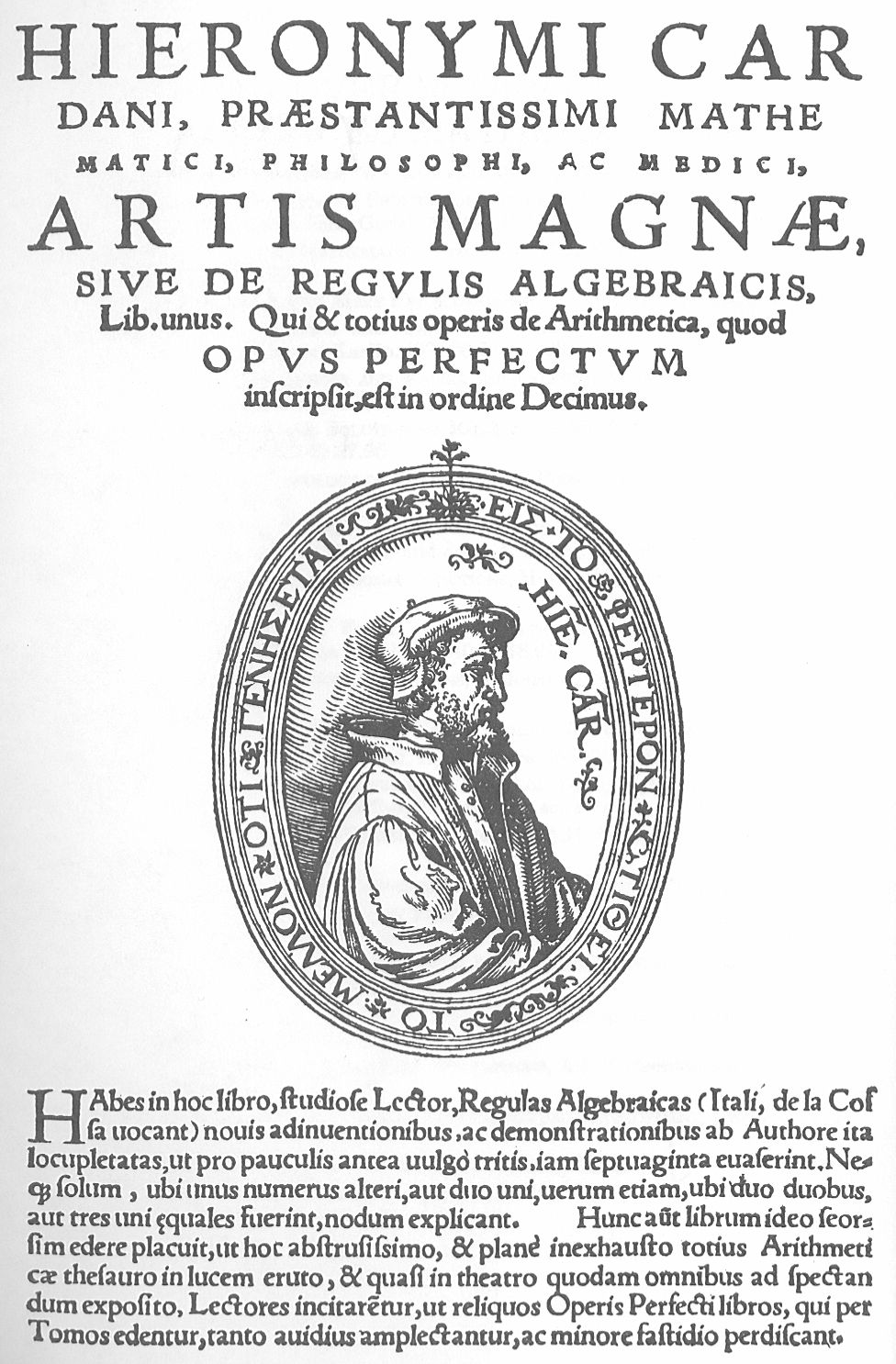
Ars Magna de Gerolamo Cardano (1545), la obra más importante del nuevo álgebra del, que desarrolla las ideas de Tartaglia y precede a las que cierran el siglo (Rafaelle Bombelli y François Viète). En la primera mitad del siglo habían destacado los maestros calculistas encargados de la contabilidad en los puertos hanseáticos (Rechenmeisters).

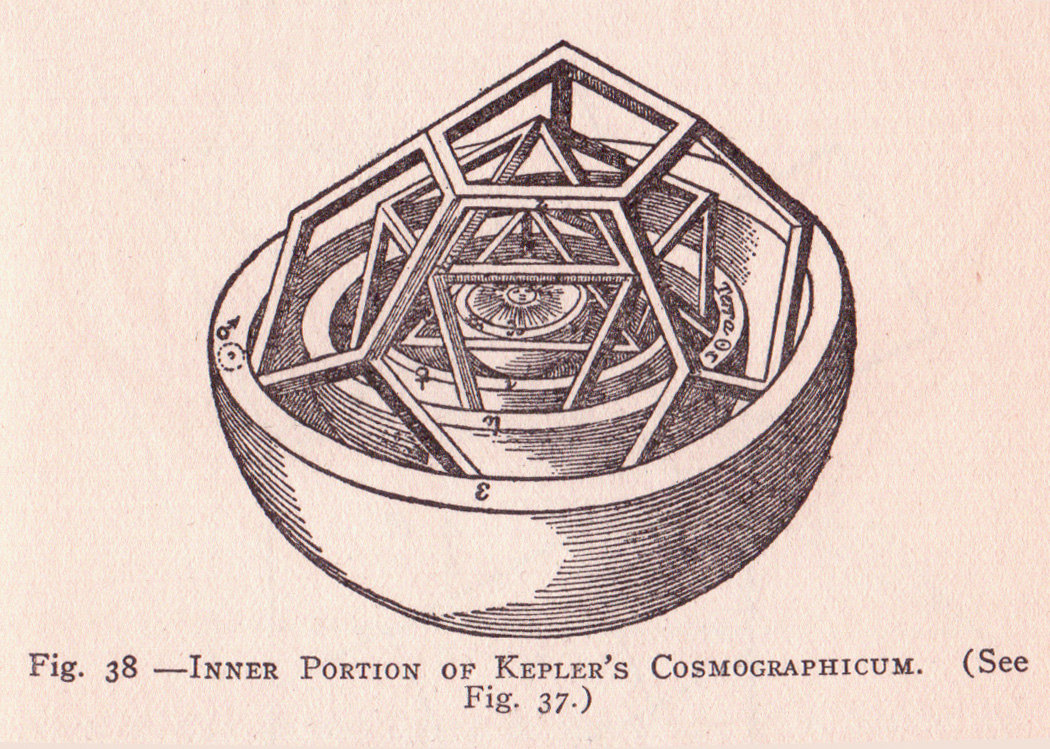
Kepler demostró su honestidad intelectual al renunciar al sistema ptolemaico tras comprobar que las observaciones daban datos incompatibles con el mencionado sistema, a pesar de todas las sofisticadas formulaciones teóricas que intentó, incluyendo modelos con sólidos platónicos inscritos unos en otros, que pretendían encontrar la perfección formal de un universo creado por Dios. La solución que encontró, órbitas elípticas con el sol en uno de los focos, no era tan mística, pero funcionaba (leyes de Kepler, 1609-1618). El sistema copernicano (expuesto en De Revolutionibus Orbium Coelestium la obra póstuma de Nicolás Copérnico, 1543) fue defendido también por Giordano Bruno (condenado a la hoguera en 1600) y Galileo Galilei (obligado a abjurar en 1633 de su Dialogo sopra i due massimi sistemi del mondo Tolemaico, e Coperniciano, 1632), encontrando su definitiva expresión en la ley de la gravitación universal de Newton, cuyos términos (la atracción entre cuerpos en relación directa a la masa e inversa al cuadrado de la distancia) estaban en el ambiente intelectual desde el final de las décadas de 1660 antes de ser expuestos ante la Royal Society en 1686, lo que suscitó una acusación de plagio por Robert Hooke

Las observaciones de Tycho Brahe (Tablas rudolfinas, 1627) llevaron a Kepler a confirmar, muy a su pesar, la inviabilidad del sistema ptolemaico. Christian Huygens desarrolló una teoría ondulatoria de la luz (1678). Evangelista Torricelli midió la presión atmosférica con el primer barómetro (1644). Francis Bacon definió el método experimental y Robert Boyle fundó la "filosofía de la naturaleza". Tras la precoz renovación del álgebra de François Viète (1591), a finales del XVII Isaac Newton y Leibniz inventaron el cálculo infinitesimal, diferencial e integral. Con esas nuevas herramientas matemáticas, y sus investigaciones en óptica y mecánica, Newton estableció el nuevo paradigma de las ciencias físico-naturales, lo que permite hablar a finales del siglo XVII del triunfo de una verdadera revolución científica coincidente en el tiempo con la llamada crisis de la conciencia europea que significó la apertura de una nueva época en la historia de la cultura y las ideas: la Ilustración.
En 1738, la expedición de Pierre Louis Moreau de Maupertuis para medir el arco de meridiano terrestre verificó la corrección de la teoría de Newton, habiendo de desecharse la teoría de los vórtices de Descartes. Voltaire se convirtió en el principal propagandista de Newton y la ciencia moderna (Épître sur Newton, 1736, Éléments de la philosophie de Newton, 1738). La mecánica analítica se desarrolló en el siglo XVIII con Varignon, D'Alembert, Maupertuis, Lagrange y otros, que también continuaron la obra de Jakob Bernoulli sobre el análisis matemático (prolongada en la de su hermano Johann Bernoulli y la de Euler). Su aplicación a los medios continuos permitió a D'Alembert determinar en 1747 la ecuación de las cuerdas vibrantes, y a Euler establecer en 1755 las ecuaciones generales de la hidrodinámica, campo en el que otros Bernoulli (Daniel, Hydrodynamica, 1738, y Johann) habían realizado importantes contribuciones. Después de que D'Alembert publicara su Traité de dynamique (1743), en el que intenta reducir toda la dinámica a la estática, Maupertuis descubría el principio de mínima acción, y Lagrange publicaba Mécanique analytique (1788). La física experimental y el estudio de la electricidad tuvieron un desarrollo significativo desde los años 1730, con los franceses Nollet y Du Fay, el holandés Musschenbroek, los ingleses Desaguliers y Stephen Gray y el norteamericano Benjamin Franklin. Al final del siglo desarrollaron sus trabajos Charles de Coulomb y Alessandro Volta.
Las teorías del calor se desarrollaron a partir de Boyle y Mariotte a finales del XVII (Ley de Boyle-Mariotte, 1662, 1676). Guillaume Amontons hizo importantes trabajos sobre los termómetros a comienzos del siglo XVIII, que son pronto superados por los de Fahrenheit y de Réaumur. En 1741, Anders Celsius definió como extremos de su escala de temperaturas de cien grados la ebullición y la congelación del agua, lo que fue adoptado por Linneo en 1745 y confirmado en 1794 por el sistema métrico decimal. Todavía no había una diferencia conceptual entre temperatura y calor, hasta Herman Boerhaave, Joseph Black y finalmente Antoine Lavoisier, que nombra a un fluido como "calórico" (cuya inexistencia no se comprobó hasta el siglo XIX).
El mismo Lavoisier revolucionó la química al superar la teoría del flogisto que venía utilizándose como paradigma de la química pneumática desde Becher y Stahl hasta Priestley (quien a pesar de descubrir el oxígeno como componente del aire que permitía la combustión y la respiración, lo llamaba "aire desflogistizado"). La introducción de la noción de elemento químico y el establecimiento de una nomenclatura química funcional convirtieron al Traité Élémentaire de Chimie de Lavoisier (1789) en el primer manual de una química establecida sobre bases científicas sólidas. La alquimia quedó relegada al ámbito de las pseudociencias.

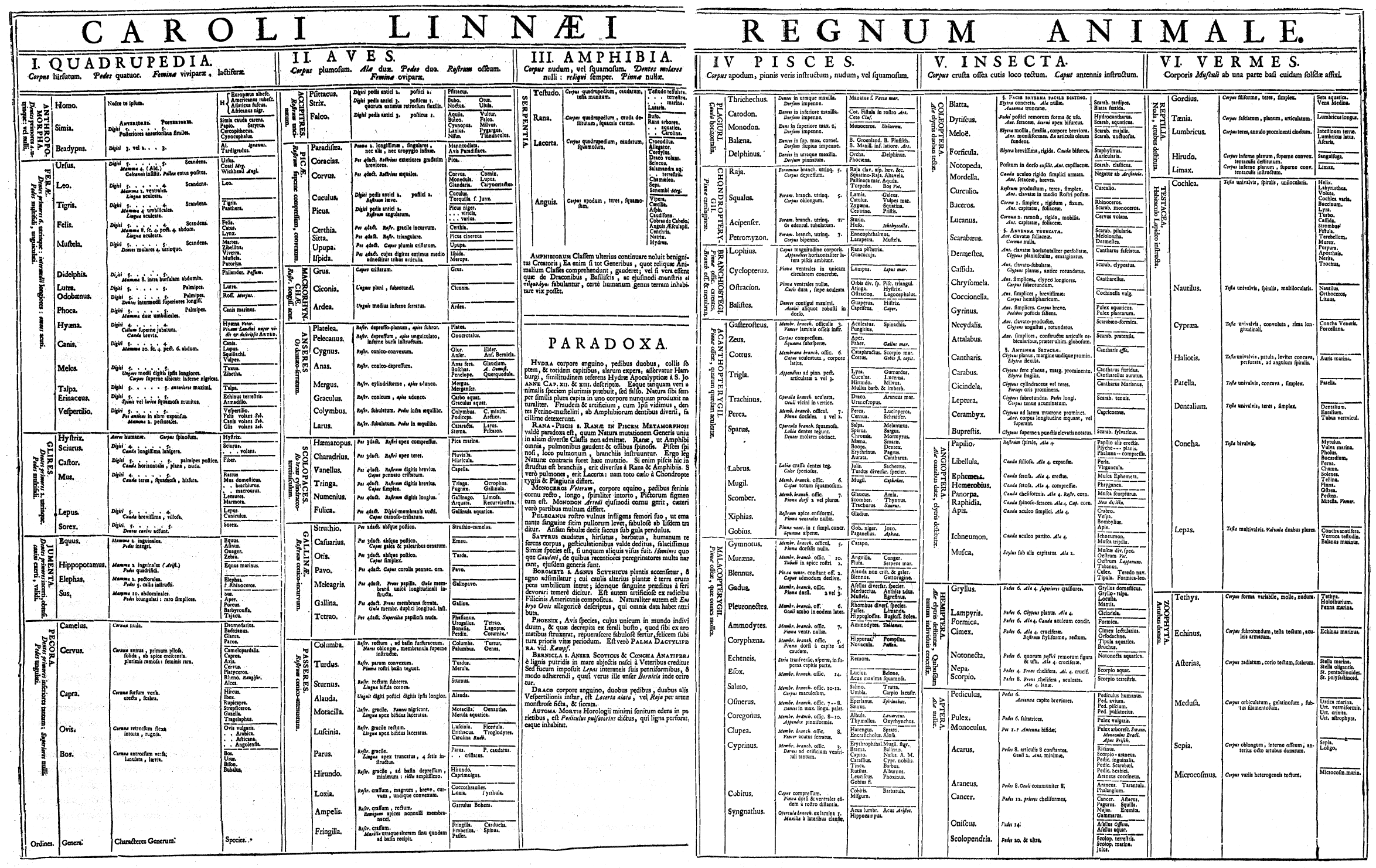
Clasificación del "reino animal" en Systema Naturae de Linneo (1735). El diseño de la nomenclatura binomial dotó a la biología de una herramienta de clasificación científica de primera magnitud

Las ciencias de la Tierra y la biología conocieron un gran desarrollo a partir de los primeros viajes de exploración científica y del tratamiento de los datos obtenidos por científicos de gabinete: Georges-Louis Leclerc de Buffon, Carlos Linneo, Georges Cuvier y Jean-Baptiste Lamarck.
El fin de siglo también ve la creación del sistema métrico decimal, con el notable impulso de Laplace.

### Significado
En este período se vio una transformación fundamental en las ideas científicas (a través de la matemática, la física, la astronomía y la biología) en las instituciones que apoyaban la investigación científica y en la imagen más ampliamente extendida del universo. La revolución científica llevó al establecimiento de varias ciencias modernas. En 1984, Joseph Ben-David escribió:

La rápida acumulación de conocimiento, que ha caracterizado el desarrollo de la ciencia desde el siglo XVII, nunca había ocurrido antes de ese tiempo. El nuevo tipo de actividad científica surgió solo en unos pocos países de Europa occidental, y se limitó a esa pequeña área durante unos doscientos años. (Desde el siglo XIX, el conocimiento científico ha sido asimilado por el resto del mundo).

Muchos escritores contemporáneos e historiadores modernos afirman que hubo un cambio revolucionario en la visión del mundo. En 1611, el poeta inglés John Donne escribió:

[La] nueva Filosofía llama a todos en duda,

El elemento del fuego está apagado;

El sol se pierde, y la Tierra, y el ingenio de nadie

Puede dirigirlo donde buscarlo.

El historiador de mediados del siglo XX, Herbert Butterfield, estaba menos desconcertado, pero sin embargo vio el cambio como algo fundamental:

desde que la revolución supuso la traducción al inglés de las autoridades no solo de la Edad Media, sino del Mundo Antiguo —ya que comenzó no solo con el eclipse de la filosofía escolástica, sino con la destrucción de la física aristotélica— eclipsa todo desde el surgimiento del cristianismo y reduce El Renacimiento y la Reforma al rango de meros episodios, simples desplazamientos internos dentro del sistema de la cristiandad medieval ... [Algo] tan grande como el verdadero origen tanto del mundo moderno como de la mentalidad moderna que nuestra habitual periodización de la historia europea, se ha convertido en un anacronismo y estorbo.

## Antecedentes antiguos y medievales

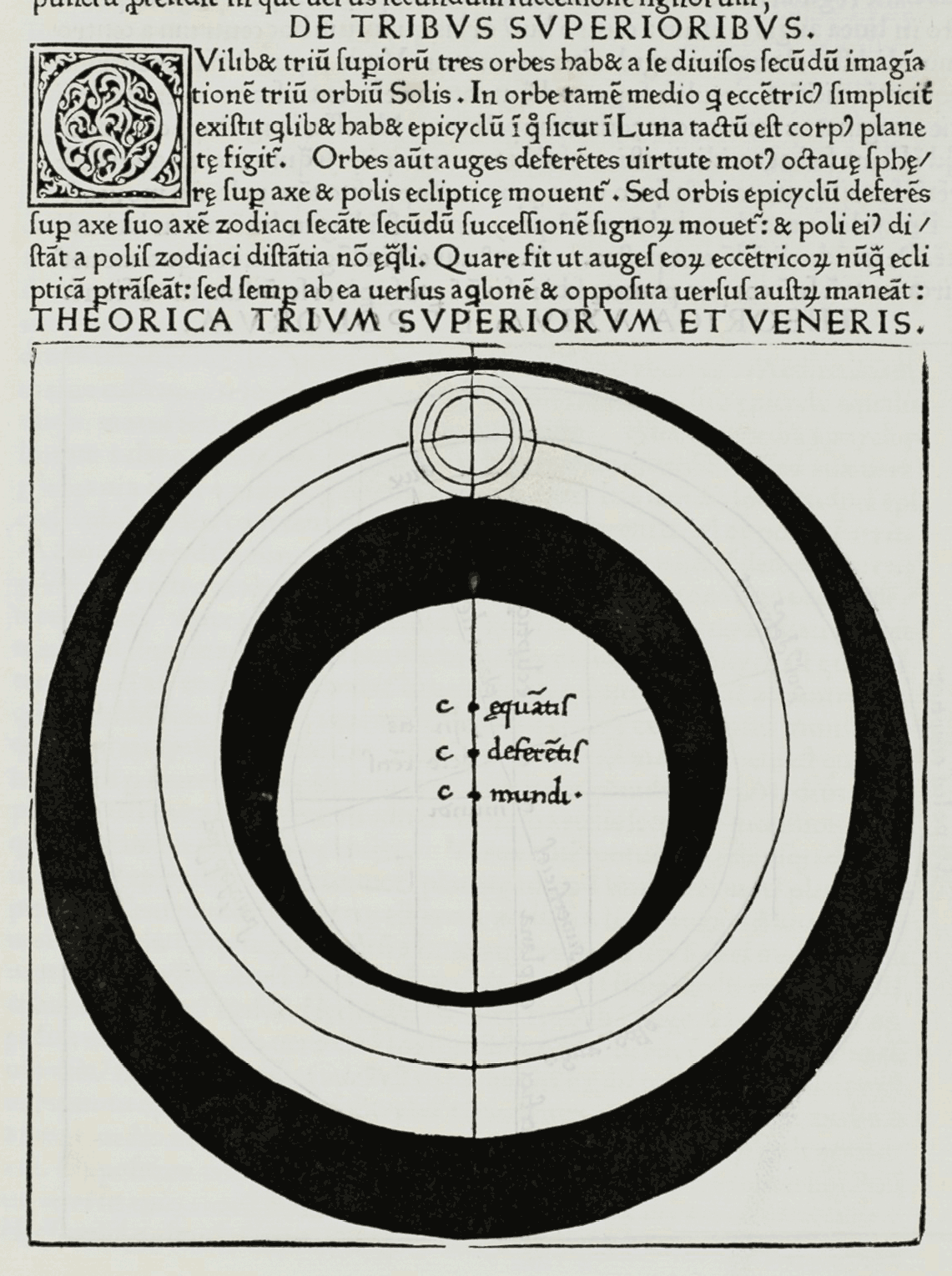
Modelo ptolemaico de las esferas de Venus, Marte, Júpiter y Saturno de Georg von Peuerbach, Theoricae novae planetarum (1474).

La revolución científica fue construida sobre la base del aprendizaje de la Grecia clásica; la ciencia medieval, que había sido elaborada y desarrollada a partir de la ciencia de Roma/Bizancio; y la ciencia islámica medieval. La tradición aristotélica seguía siendo un importante contexto intelectual en el siglo XVII, aunque para esa época los filósofos naturales se habían alejado de gran parte de ella.
Las ideas científicas clave que se remontaban a la antigüedad clásica habían cambiado drásticamente en los últimos años, y en muchos casos habían sido desacreditadas. Las ideas que quedaron, y que serían transformadas fundamentalmente durante la revolución científica, incluían:
- La cosmología de Aristóteles que colocaba a la Tierra en el centro del cosmos jerárquico y esférico. Las regiones terrestres y celestes se componían de diferentes elementos que tenían diferentes tipos de movimiento natural.
  - La región terrestre, según Aristóteles, consistía en esferas concéntricas de los cuatro elementos-tierra, agua, aire y fuego. Todos los cuerpos se movían naturalmente en líneas rectas hasta llegar a la esfera apropiada a su composición elemental, su lugar natural. Todos los otros movimientos terrestres no eran naturales, o violentos.[29][30]
  - La región celeste estaba formada por el quinto elemento, el éter, que era inmutable y se movía naturalmente con un movimiento circular uniforme.[31] En la tradición aristotélica, las teorías astronómicas trataron de explicar el movimiento irregular observado de los objetos celestes a través de los efectos combinados de múltiples movimientos circulares uniformes.[32]
- El modelo ptolemaico del movimiento planetario basado en el modelo geométrico de Eudoxo de Cnido y el Almagesto de Ptolomeo, demostró que mediante cálculos se podía calcular la posición exacta del Sol, la Luna, las estrellas y planetas en el futuro y el pasado, y mostró cómo estos modelos se derivaban de las observaciones astronómicas.[33] Como tales, forman el modelo para desarrollos posteriores astronómicos. La base física de los modelos ptolemaicos invocaba capas de envolturas celestes, aunque los modelos más complejos eran inconsistentes con esta explicación física.[34]

Es importante señalar que existieron precedentes antiguos de teorías alternativas que prefiguran posteriores descubrimientos en el campo de la física y la mecánica, pero en ausencia de una fuerte tradición empírica, el dominio de la escuela aristotélica, y teniendo en cuenta el número limitado de obras que sobrevivieron en una época en que muchos libros se perdían en guerras, estas teorías permanecieron en la oscuridad durante siglos, y se considera tradicionalmente que tuvieron poco efecto en el redescubrimiento de tales fenómenos; con la invención de la imprenta se hizo común la difusión amplia de tales avances graduales del conocimiento. Mientras tanto importantes avances en la geometría, matemáticas y astronomía se hicieron en la época medieval, particularmente en el mundo islámico y Europa.
No obstante, muchas de las figuras importantes de la revolución científica compartían el respeto renacentista por el conocimiento ancestral y citaban linajes antiguos para sus innovaciones. Nicolás Copérnico (1473-1543), Kepler (1571-1630), Newton (1642-1727), y Galileo Galilei (1564-1642) trazaron diferentes ascendencias antiguas y medievales para el sistema heliocéntrico. En los escolios a los axiomas de su obra Principia, Newton decía que sus tres leyes axiomáticas del movimiento ya fueron aceptadas por matemáticos como Huygens (1629-1695), Wallace, Wren y otros, y también, en apuntes en sus borradores de la segunda edición de los Principia, atribuyó la ley de la gravedad y su primera ley del movimiento a varias figuras históricas.
A pesar de estas cualidades, la teoría estándar de la historia de la revolución científica afirma que el siglo XVII fue un período de cambios científicos revolucionarios. No solo hubo desarrollos revolucionarios teóricos y experimentales, sino que, lo que es más importante, también se cambió radicalmente la forma en la que trabajaban los científicos. Por ejemplo, aunque las sugerencias del concepto de inercia aparecen esporádicamente en la antigua discusión sobre el movimiento, el punto más destacado es que la teoría de Newton difiere de los antiguos entendimientos de maneras clave, como por ejemplo en el enunciado que dice que una fuerza externa es un requisito para un movimiento brusco en la teoría de Aristóteles.

## Método científico
Bajo el método científico que se definió y aplicó en el siglo XVII, fueron abandonadas las circunstancias naturales y artificiales, y lentamente se fue aceptando una tradición de investigación de la experimentación sistemática a través de la comunidad científica. La filosofía de usar un acercamiento inductivo a la naturaleza —abandonando la suposición y simplemente intentando observar con una mente abierta— estaba en estricto contraste con el anterior enfoque aristotélico de la deducción, mediante el cual el análisis de los hechos conocidos producía una mayor comprensión. En la práctica, por supuesto, muchos científicos (y filósofos) creían que era necesaria una combinación saludable de ambos métodos, la disposición a cuestionar suposiciones, pero también a interpretar observaciones asumidas como que tienen cierto grado de validez.
Al final de la revolución científica, el «mundo cualitativo» de los filósofos al que se accedía mediante la lectura de textos, había sido transformado en un mundo mecánico y matemático conocido a través de la investigación experimental. Aunque si bien no es cierto que la ciencia newtoniana era como la ciencia moderna en todos los aspectos, conceptualmente se parecía a la nuestra en muchos aspectos. Muchas de las características de la ciencia moderna, especialmente con respecto a su institucionalización y profesionalización, no se estandarizaron hasta mediados del siglo XIX.

### Empirismo
La principal forma de interacción de la tradición científica aristotélica con el mundo era la observación y la búsqueda de circunstancias "naturales" a través del razonamiento. Junto con este enfoque estaba la creencia de que los eventos raros que parecían contradecir los modelos teóricos eran aberraciones, no aportando nada acerca de lo que era "naturalmente" aceptable de la naturaleza. Durante la revolución científica, las percepciones cambiantes sobre el papel del científico con respecto a la naturaleza, y el valor de la evidencia experimental u observada, condujeron a una metodología científica en la que el empirismo desempeñó un papel principal, aunque no absoluto.
Al comienzo de la revolución científica, el empirismo ya se había convertido en un componente importante de la ciencia y de la filosofía natural. Pensadores anteriores, incluyendo al filósofo nominalista del siglo XIV Guillermo de Ockham, habían comenzado el movimiento intelectual hacia el empirismo.

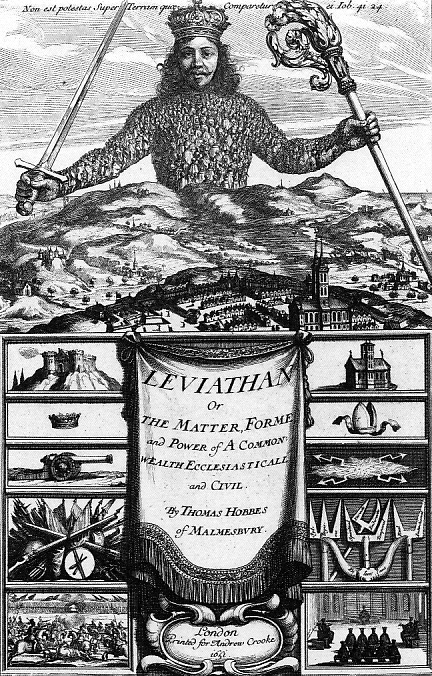
Leviathan de Hobbes (1651), uno de los textos fundadores de las modernas ciencias políticas (con El Príncipe de Maquiavelo -1513-, Los seis libros de la República de Bodino -1576-, Mare Liberum de Grotius -1609- o Tratados sobre el gobierno civil de Locke -1689-). En el fue decisiva la influencia de la neoescolástica Escuela de Salamanca, mientras que en el lo fueron los ilustrados franceses (Montesquieu -El espíritu de las leyes, 1748-, Voltaire -Candide ou l'Optimisme, 1759- y Rousseau -El contrato social, 1762-) y los italianos Vico (Principi di Scienza Nuova d'intorno alla Comune Natura delle Nazioni, 1725-1744) y Beccaria (De los delitos y las penas, 1764)

Entró en uso el término británico empiricism traducido al español como "empirismo" para describir las diferencias filosóficas percibidas entre dos de sus fundadores, Francis Bacon, descrito como empirista, y René Descartes, que fue descrito como un racionalista. Thomas Hobbes, George Berkeley y David Hume fueron los principales exponentes de la filosofía empírica, desarrollando una sofisticada tradición como base del conocimiento humano.
El reconocido fundador del empirismo fue John Locke, quien propuso en su Ensayo sobre el entendimiento humano (1689) que el único conocimiento verdadero que podía ser accesible a la mente humana era el que se basaba en la experiencia. Argumentó que la mente humana fue creada como una tabula rasa, una «tableta en blanco», sobre la que las impresiones sensoriales son grabadas y se construye el conocimiento a través de un proceso de reflexión.

### Ciencia Baconiana

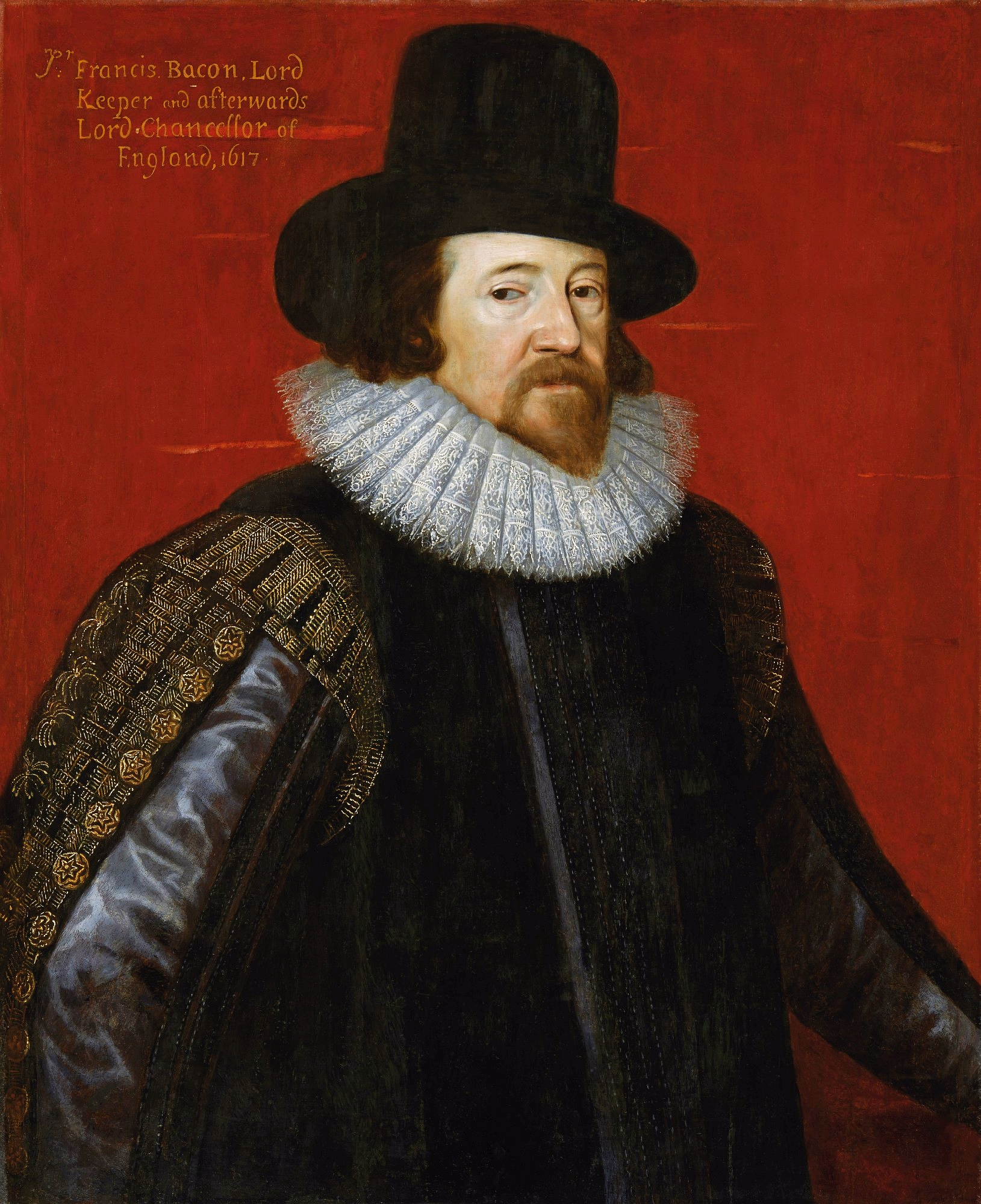
Francis Bacon fue una figura fundamental en el establecimiento del método científico de investigación. Retrato de Frans Pourbus (1617).

Los fundamentos filosóficos de la revolución científica fueron establecidos por Francis Bacon, que ha sido llamado el padre del empirismo. Sus trabajos establecieron y popularizaron las metodologías inductivas para la investigación científica, muchas veces denominado método Baconiano, o simplemente método científico. Su exigencia de un procedimiento planificado para investigar todo los elementos naturales marcó un nuevo giro en el marco retórico y teórico de la ciencia, muchos de las cuales todavía rodean las concepciones de la metodología adecuada hoy en día.
Bacon propuso una gran reforma de todo proceso de conocimiento para el avance del aprendizaje divino y humano, que él llamó Instauratio Magna (La Gran Instauración). Para Bacon, esta reforma conduciría a un gran avance en la ciencia ya una progenie de nuevos inventos que aliviarían las miserias y necesidades de la humanidad. Su Novum Organum fue publicado en 1620.
Argumentó que el hombre es «el ministro e intérprete de la naturaleza», que «el conocimiento y el poder humano son sinónimo», que «los efectos son producidos por los medios de los instrumentos y ayuda», y que «el hombre mientras opera solo puede aplicar o retirar cuerpos naturales, la naturaleza interna realiza el resto», y más tarde que «la naturaleza solo puede ser comandada obedeciendo a ella». He aquí un resumen de la filosofía de esta obra, que por el conocimiento de la naturaleza y el uso de instrumentos, el hombre puede gobernar o dirigir el trabajo natural de la naturaleza para producir resultados definitivos. Por lo tanto, ese hombre, al buscar el conocimiento de la naturaleza, puede alcanzar el poder sobre él —y así restablecer el «Imperio del Hombre sobre la creación», que había sido perdido por la caída junto con la pureza original del hombre—. De esta manera, creía él, la humanidad se elevaría por encima de las condiciones de desamparo, pobreza y miseria, mientras que llegaba a una condición de paz, prosperidad y seguridad.
Con este fin de obtener conocimiento y poder sobre la naturaleza, Bacon esbozó en esta obra un nuevo sistema de lógica que él creía superior a las viejas formas del silogismo, desarrollando su método científico, consistente en procedimientos para aislar la causa formal de un fenómeno (Calor, por ejemplo) mediante inducción eliminativa. Para él, el filósofo debe pasar por el razonamiento inductivo del hecho al axioma a la ley física. Sin embargo, antes de comenzar esta inducción, el investigador debe liberar su mente de ciertas nociones o tendencias falsas que distorsionen la verdad. En particular, encontró que la filosofía estaba demasiado preocupada por las palabras, en particular el discurso y el debate, en lugar de observar el mundo material: «Pues mientras los hombres creen que su razón gobierna las palabras, de hecho las palabras se vuelven y reflejan su poder sobre el entendimiento, Y así hacen que la filosofía y la ciencia sean sofisticadas e inactivas».
Bacon consideró que es de la mayor importancia para la ciencia no seguir haciendo discusiones intelectuales o buscar objetivos meramente contemplativos, sino que debe trabajar para mejorar la vida de la humanidad produciendo nuevas invenciones, incluso afirmando que las «invenciones son también, por así decirlo, nuevas creaciones e imitaciones de obras divinas». Exploró el carácter cambiante y de gran alcance del mundo de las invenciones, como la imprenta, la pólvora y la brújula.

### Inductivismo
El inductivismo considera el conocimiento científico como algo objetivo, medible y demostrable, a partir solamente de procesos de experimentación observables en la naturaleza a través de nuestros sentidos. Por lo tanto, los inductivistas están preocupados por la base empírica del conocimiento.
Esta filosofía de la ciencia comienza a gestarse durante la revolución científica del siglo XVII, y se consolida definitivamente como paradigma del método científico por la fundamental obra de Isaac Newton. Francis Bacon insistió en que para comprender la naturaleza se debía estudiar la naturaleza misma, y no los antiguos escritos de Aristóteles. Así, los inductivistas comenzaron a renegar de la actitud medieval que basaba ciegamente sus conocimientos en libros de los filósofos griegos y en la Biblia.
El inductivismo gozó de una enorme aceptación hasta buena parte del siglo XX, produciendo enormes avances científicos desde entonces. Sin embargo, el problema de la inducción y la crisis de la ciencia moderna llevaron al ocaso de este paradigma.

### Experimentación científica
Bacon describió por primera vez el método experimental.

Sigue siendo una experiencia simple; que, si se toma como viene, se llama accidente, si se busca, experimento. El verdadero método de la experiencia enciende primero la vela [hipótesis], y luego, por medio de la vela, se muestra el camino [arregla y delimita el experimento]; comenzando como lo hace con la experiencia debidamente ordenada y digerida, ni tortuosa ni errática, y de ella deduciendo axiomas [teorías], y de axiomas establecidos, nuevos experimentos.
 Francis Bacon. Novum Organum. 1620.

William Gilbert fue uno de los primeros defensores de este método. Tuvo un fuerte rechazo tanto de la filosofía aristotélica predominante como del método escolástico de enseñanza universitaria. Su libro De Magnete fue escrito en 1600, y es considerado por algunos como el padre de la electricidad y el magnetismo. En este trabajo, describió muchos de sus experimentos con su Tierra modelo llamada terrella. A partir de estos experimentos, concluyó que la Tierra era magnética y que esta era la razón por la que las brújulas apuntaban hacia el norte.

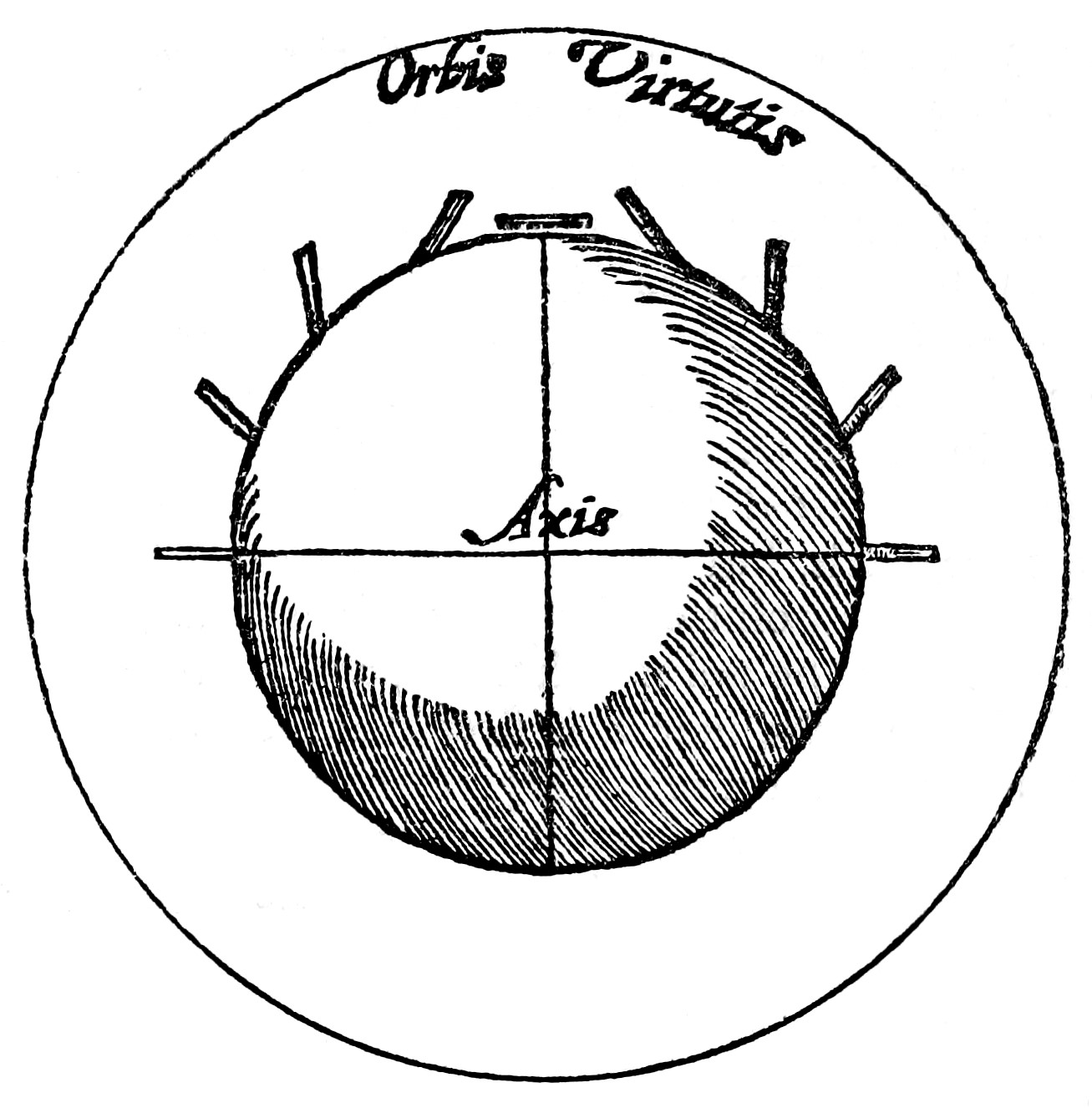
Diagrama de De Magnete de William Gilbert, un trabajo pionero de la ciencia experimental.

De Magnete fue influyente no solo por el interés inherente de su tema, sino también por la manera rigurosa en la que Gilbert describió sus experimentos y su rechazo a las antiguas teorías del magnetismo. Según Thomas Thomson, el libro de Gilbert sobre el magnetismo, publicado en 1600, es uno de los mejores ejemplos de filosofía inductiva que jamás se ha presentado al mundo, y es el más notable porque precedió al Novum Organum de Bacon, en el que se explicó por primera vez el método inductivo de filosofar."
Galileo Galilei ha sido llamado el "padre de la astronomía observacional moderna", el "padre de la física moderna", el padre de la ciencia", y el padre de la ciencia moderna", Sus contribuciones originales a la ciencia del movimiento se hicieron a través de una innovadora combinación de experimentos y matemáticas.

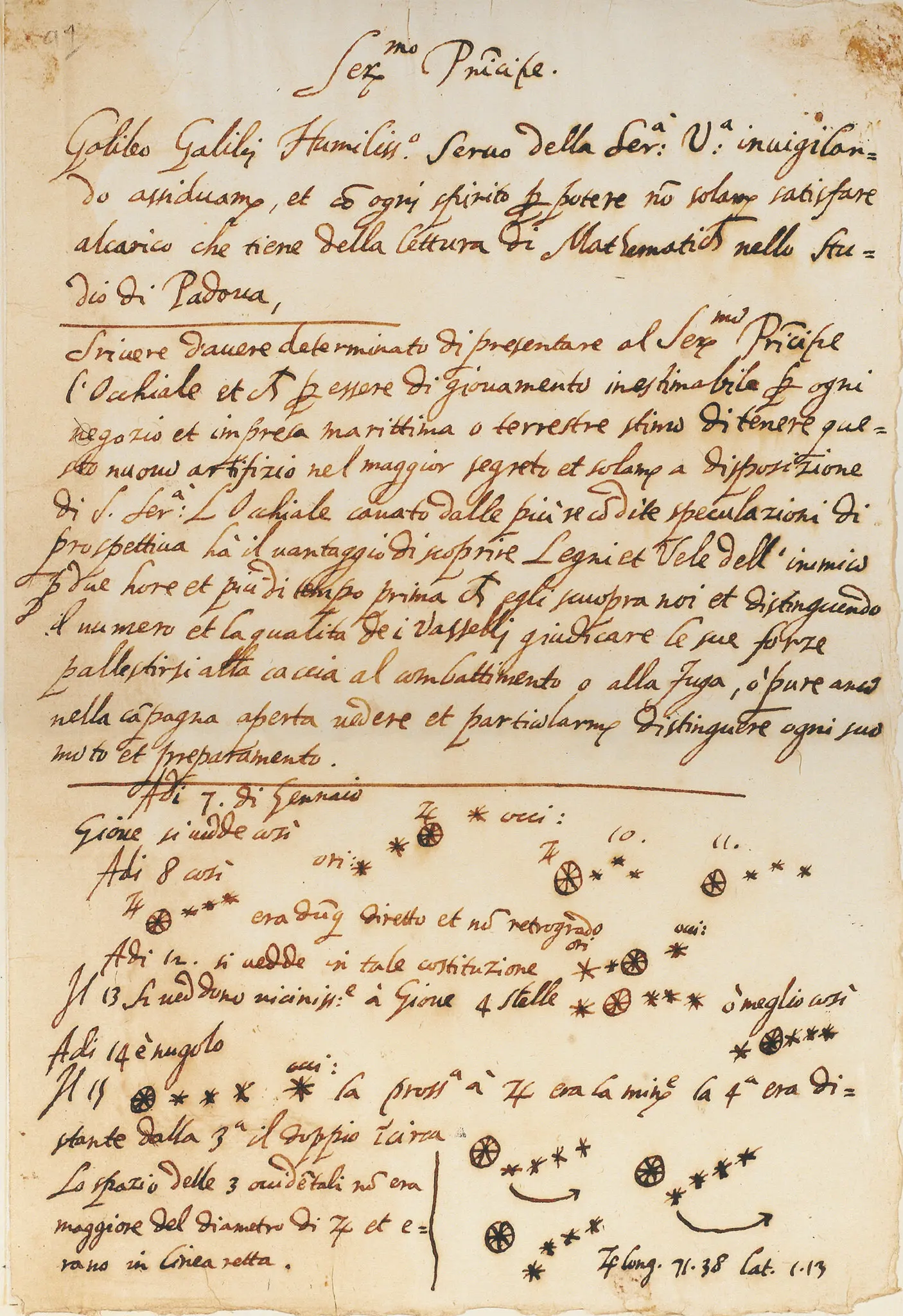
En esta página Galileo Galilei primero observó las lunas de Júpiter. Galileo revolucionó el estudio del mundo natural con su riguroso método experimental.

Galileo fue uno de los primeros pensadores modernos en afirmar claramente que las leyes de la naturaleza son matemáticas. En su libro El Ensayador escribió: "La filosofía está escrita en este gran libro, el universo ... Está escrito en el lenguaje de las matemáticas, y sus personajes son triángulos, círculos y otras figuras geométricas;...." Sus análisis matemáticos son un desarrollo posterior de una tradición empleada por los filósofos naturales escolásticos tardíos, que Galileo aprendió cuando estudió filosofía. Mostraba una peculiar habilidad para ignorar las autoridades establecidas, sobre todo el aristotelismo. En términos más amplios, su trabajo marcó otro paso hacia la separación eventual de la ciencia de la filosofía y de la religión; un desarrollo importante en el pensamiento humano. Muchas veces se disponía a cambiar sus puntos de vista de acuerdo con la observación. Para realizar sus experimentos, Galileo tuvo que establecer estándares de longitud y tiempo, de modo que las mediciones realizadas en días diferentes y en diferentes laboratorios pudieran compararse de una manera reproducible. Esto proporcionó una base fiable sobre la cual confirmar las leyes matemáticas utilizando el razonamiento inductivo.
Galileo mostró una notable apreciación moderna de la relación adecuada entre la matemática, la física teórica y la física experimental. Comprendió que la parábola, tanto en términos de secciones cónicas como en términos de la ordenada (y) que varía como el cuadrado de la abscisa (x). Galilei afirmó además que la parábola era la trayectoria teóricamente ideal de un proyectil uniformemente acelerado en ausencia de fricción y otras perturbaciones. Concedió que hay límites a la validez de esta teoría, argumentando por razones teóricas, que una trayectoria de proyectiles de un tamaño comparable al de la Tierra no fuera posible una parábola, pero, no obstante, sostuvo que para las distancias hasta el alcance de la artillería de su tiempo, la desviación de la trayectoria de un proyectil de una parábola sería solamente muy leve.

### Método hipotético-deductivo
Uno de los grandes aportes de Galileo a la ciencia fue combinar la observación de los fenómenos con dos métodos desarrollados en otras ramas del conocimiento formal: la hipótesis y la medida. Supone el origen del método experimental que él llamó «resolutivo-compositivo», y ha sido muchas veces considerado con el nombre de «hipotético-deductivo» como prototipo del método científico e independiente del método empírico-analítico. Según Ludovico Geymonat la lógica empírica se caracteriza por tres métodos estructurados en un todo:
- Buscar una hipótesis como explicación teórica.
- Buscar una unidad de medida para medir el fenómeno.
- Buscar un experimento, es decir, una observación condicionada preparada para medir y corroborar la hipótesis.

### Matematización
El conocimiento científico, de acuerdo con los aristotélicos, se ocupó de establecer las causas verdaderas y necesarias de las cosas. Si bien los filósofos naturalistas medievales usaban problemas matemáticos, limitaban los estudios sociales a análisis teóricos de la velocidad local y otros aspectos de la vida. La medición actual de una cantidad física y la comparación de esa medida con un valor calculado sobre la base de la teoría, fue limitada en gran parte a las disciplinas matemáticas de la astronomía y la óptica en Europa.
En los siglos XVI y XVII, los científicos europeos empezaron a aplicar cada vez más medidas cuantitativas a la medición de fenómenos físicos en la Tierra. Galileo sostenía firmemente que las matemáticas proporcionaban una especie de certidumbre necesaria que se podía comparar con la de Dios: "... con respecto a esas pocas [ proposiciones matemáticas] que el entendimiento humano entiende, creo que su conocimiento es igual al Divino en certeza objetiva..."
Galileo anticipa el concepto de una interpretación sistemática y matemática de experimentos y hechos empíricos en su libro Il Saggiatore (El ensayador):

La filosofía [i.e., la física] está escrita en este gran libro —me refiero al universo— que permanece continuamente abierto a nuestra mirada, pero no se puede entender a menos que primero se aprenda a comprender el lenguaje y la interpretación de los caracteres en que está escrito. Está escrito en el lenguaje de las matemáticas y sus caracteres son triángulos, círculos y otras figuras geométricas, sin las cuales es humanamente imposible entender una sola palabra de él; sin estos, uno está dando vueltas en un oscuro laberinto.

### La filosofía mecánica o Mecanicismo

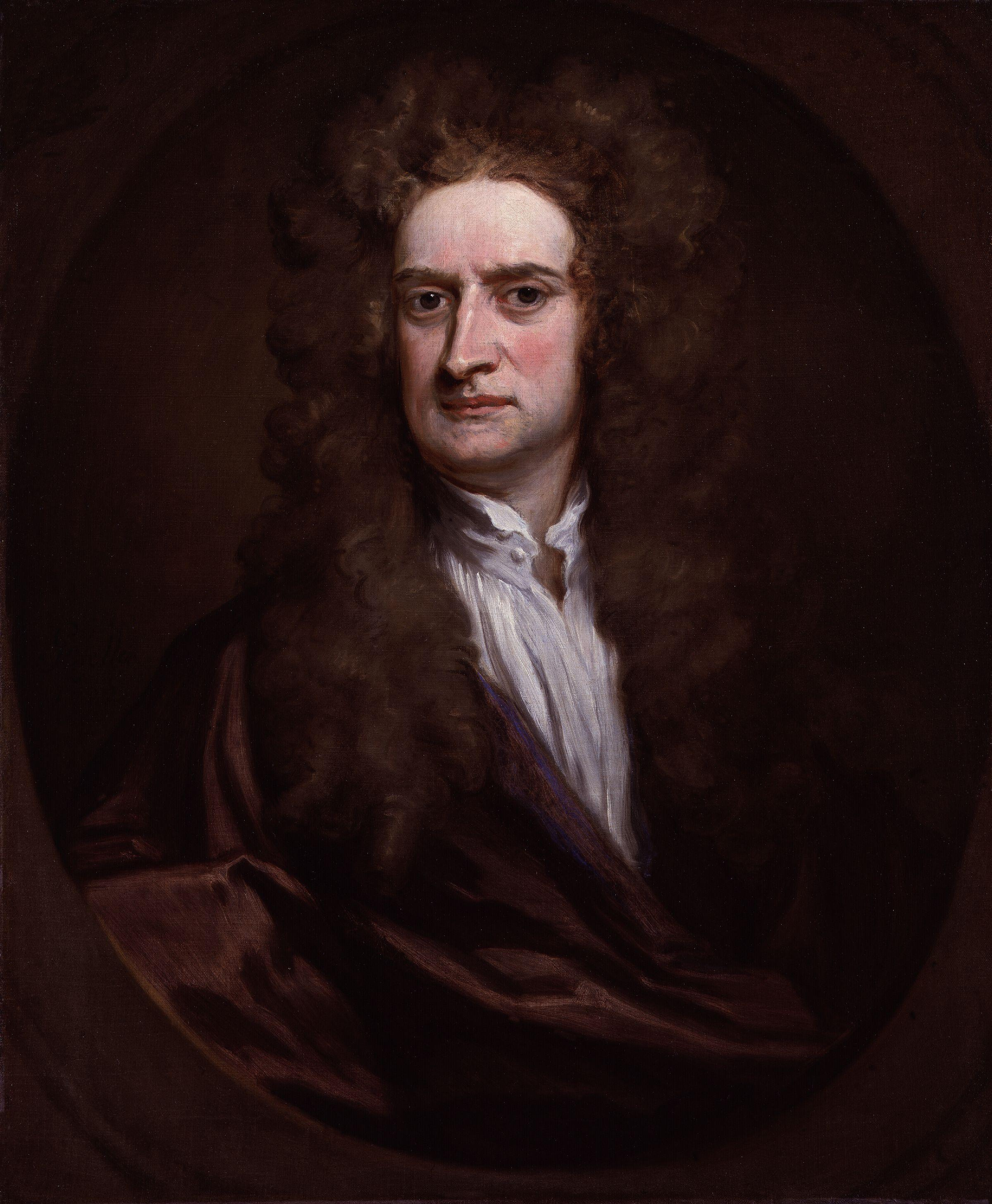
Isaac Newton en un retrato 1702 de Godfrey Kneller.

Aristóteles reconoció cuatro tipos de causas, y donde sea aplicable, la más importante de ellas es la "causa final". La causa final fue el objetivo, el objetivo o el propósito de algún proceso natural o hecho por el hombre. Hasta la revolución científica, era muy natural ver tales objetivos, como por ejemplo, el crecimiento de un niño, conduciendo a un adulto maduro. La inteligencia fue asumida solo en el propósito de los artefactos artificiales; no fue atribuido ni a otros animales ni a la naturaleza.
En la "filosofía mecánica" o Mecanicismo no se permite ningún campo o acción a distancia, las partículas o corpúsculos de materia son fundamentalmente inertes. El movimiento es causado por colisión física directa. Cuando las sustancias naturales habían sido previamente entendidas como de naturaleza orgánica, los filósofos mecánicos las consideraban máquinas. Como resultado, la teoría de Isaac Newton parecía una especie de retroceso hacia la "acción espeluznante a distancia". Según Thomas Kuhn, él y Descartes sostuvieron el principio teleológico de que Dios conservó la cantidad de movimiento en el universo:

La gravedad, interpretada como una atracción innata entre cada par de partículas de materia, era una cualidad oculta en el mismo sentido en que había sido la "tendencia a caer" de los escolásticos... A mediados del siglo XVIII esa interpretación había sido casi universalmente aceptada, y el resultado fue una reversión genuina (que no es lo mismo que un retroceso) a un estándar escolástico. Las atracciones innatas y las repulsiones unían el tamaño, la forma, la posición y el movimiento como propiedades primarias físicamente irreducibles de la materia.

Newton también había atribuido específicamente el poder inherente de la inercia a la materia, contra la tesis mecanicista de que la materia no tiene poderes inherentes. Pero mientras que Newton negaba vehementemente la gravedad fuera un poder inherente de la materia, su colaborador Roger Cotes hizo de la gravedad también un poder inherente de la materia, según lo establecido en su prefacio famoso a la segunda edición de 1713 de Principia que él corrigió y que contradecía al mismo Newton. Y fue la interpretación de Cotes de la gravedad más que la de Newton la que llegó a ser aceptada.

### Institucionalización

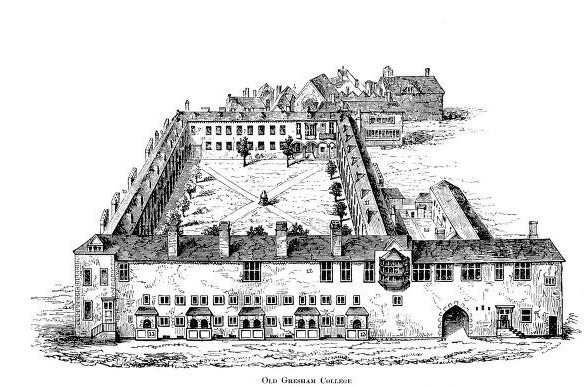
La Royal Society tuvo sus orígenes en el Gresham College, y fue la primera sociedad científica en el mundo.

Los primeros movimientos hacia la institucionalización de la investigación científica y la difusión tomaron la forma del establecimiento de sociedades, donde los nuevos descubrimientos eran expuestos, discutidos y publicados.
La primera sociedad científica que se estableció fue la Royal Society of England. Esto surgió de un grupo anterior, centrado alrededor de Gresham College en los años 1640 y 1650. Según una historia del Colegio:

La red científica que se centró en Gresham College desempeñó un papel crucial en las reuniones que condujeron a la formación de la Royal Society.

Estos médicos y filósofos naturales fueron influenciados por la "nueva ciencia", como promovió Francis Bacon en su Nueva Atlántida, desde aproximadamente 1645 en adelante. Un conocido grupo de la Sociedad Filosófica de Oxford fue dirigido bajo un conjunto de reglas aún conservadas por la Biblioteca Bodleiana.
El 28 de noviembre de 1660, el comité de 1260 comités de 12 anunció la formación de un "Colegio para la Promoción del Aprendizaje Experimental Físico-Matemático", que se reuniría semanalmente para discutir ciencia y realizar experimentos. En la segunda reunión, Robert Moray anunció que el Rey aprobó las reuniones, el 15 de julio de 1662 fue firmada una carta real que creó la "sociedad real de Londres", con el vizconde Brouncker sirviendo como primer presidente. el 23 de abril de 1663 fue firmada una segunda Carta Real, que señalado al Rey como el Fundador y con el nombre de "La Real Sociedad de Londres para la Mejora del Conocimiento Natural"; en noviembre Robert Hooke fue nombrado Curador de Experimentos. Este favor real inicial fue continuando, y desde entonces cada monarca ha sido el patrón de la Sociedad.

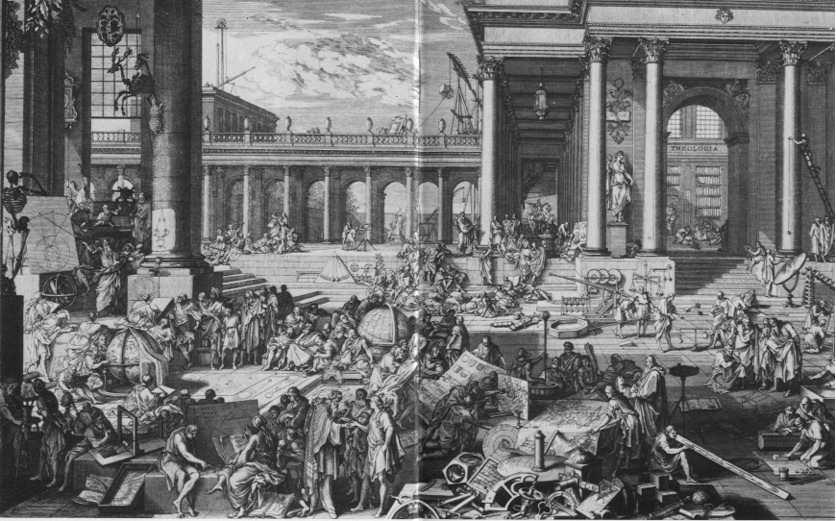
La Academia de Ciencias Francesa fue establecida en 1666.

El primer secretario de la Sociedad fue Henry Oldenburg. Sus primeras reuniones incluyeron experimentos realizados en primer lugar por Robert Hooke y luego por Denis Papin, quien fue nombrado en 1684. Estos experimentos variaron en su área temática, y fueron importantes en algunos casos y triviales en otros. La sociedad comenzó la publicación de Philosophical Transactions a partir de 1665, la revista científica más antigua y más larga del mundo, que estableció los principios importantes de prioridad científica y la revisión por pares.
En 1666, los franceses establecieron la Academia de Ciencias. En contraste con los orígenes privados de su contraparte británica, Jean-Baptiste Colbert fundó la Academia como un cuerpo de gobierno. En 1699 rey Luis XIV estableció sus reglas, cuando recibió el nombre de "Academia Real de Ciencias" y fue instalado en el Louvre de París.

## Ideas nuevas
La revolución científica no se caracterizó por un solo cambio. Las siguientes ideas nuevas contribuyeron a lo que se denomina revolución científica. Muchos de ellos eran revoluciones en sus propios campos.

### Generalidades
- La sustitución de la Tierra como centro del universo por el heliocentrismo.
- Menosprecio de la teoría aristotélica de que la materia era continua e integrada por los elementos tierra, agua, aire y fuego, porque su rival clásico, el atomismo, se prestaba mejor a una «filosofía mecánica» de la materia.[79][80]
- La sustitución de las ideas mecánicas aristotélicas[81] con la idea de que todos los cuerpos son pesados y se mueven de acuerdo a las mismas leyes físicas.
- La inercia reemplazó a la teoría del ímpetu medieval que proponía que el movimiento no natural (movimiento rectilíneo «forzado» o «violento») es causado por la acción continua de la fuerza original impartida por un impulsor sobre el objeto en movimiento.[82][83]
- La sustitución de la idea de Galeno sobre los sistemas venoso y arterial como dos sistemas separados, por el concepto de William Harvey de que la sangre circulaba de las arterias a las venas «impulsada en un círculo, y en un estado de constante movimiento».[84]

### Astronomía
Heliocentrismo

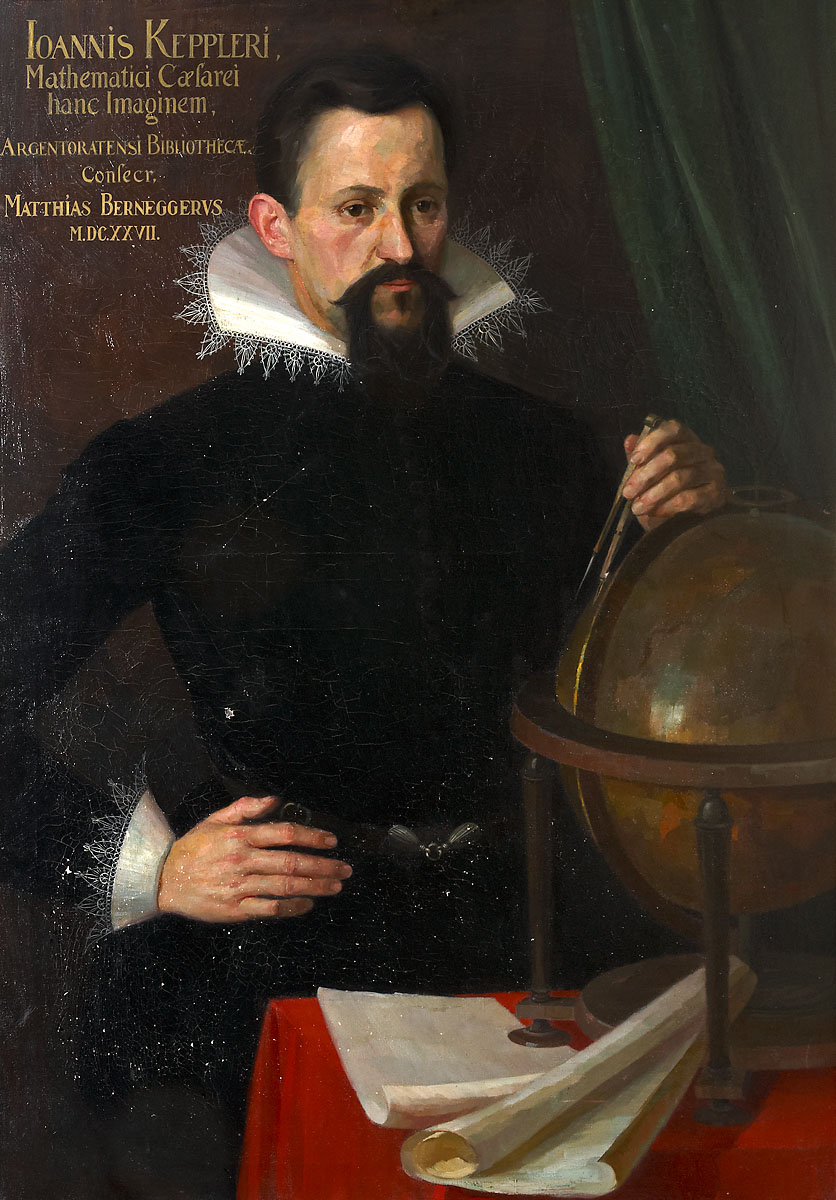
Retrato de Johannes Kepler.

Durante casi cinco milenios, el modelo geocéntrico de la Tierra como centro del universo era prácticamente aceptado por todos excepto por unos cuantos astrónomos. En la cosmología de Aristóteles, la localización central de la Tierra era tal vez menos significativa que su identificación como reino de imperfección, inconstancia, irregularidad y cambio, en contraposición a los "cielos" (Luna, Sol, planetas, estrellas) considerados perfectos y permanentes, inmutables, y en el pensamiento religioso, el reino de los seres celestiales. La Tierra estaba compuesta de material diferente, los cuatro elementos "tierra", "agua", "fuego" y "aire", mientras que lo suficientemente lejos por encima de su superficie (aproximadamente la órbita de la Luna), estaban los cielos compuestos de una sustancia diferente, el llamado "Éter". El modelo heliocéntrico que lo reemplazó implicaba no solo el desplazamiento radical de la Tierra hacia una órbita alrededor del Sol, sino que su compartición con los otros planetas implicaba un universo de componentes celestes hechos de las mismas sustancias cambiantes que la Tierra. Los movimientos celestiales ya no necesitaban ser gobernados por una perfección teórica, confinada a órbitas circulares.
El trabajo de Copérnico de 1543 sobre el modelo heliocéntrico del sistema solar intentó demostrar que el sol era el centro del universo. Pocos fueron molestados por esta sugerencia, y el papa y varios arzobispos estaban bastante interesados por este modelo pues deseaban más detalle. Posteriormente, su modelo fue utilizado para crear el calendario del papa Gregorio XIII. Sin embargo, la idea de que la tierra se movía alrededor del sol fue puesta en duda por la mayoría de los contemporáneos de Copérnico. Contraditaba no solo la observación empírica, por la ausencia de una paralaje estelar observable, sino más significativamente en su momento, la autoridad de Aristóteles.
Los descubrimientos de Johannes Kepler y Galileo dieron credibilidad a la teoría. Kepler fue un astrónomo que, usando las observaciones exactas de Tycho Brahe, propuso que los planetas se mueven alrededor del sol no en órbitas circulares, sino en las elípticas. Junto con sus otras leyes del movimiento planetario, esto le permitió crear un modelo del sistema solar que era una mejora sobre el sistema original de Copérnico. Las principales contribuciones de Galileo a la aceptación del sistema heliocéntrico fueron su mecánica, las observaciones que hizo con su telescopio, así como su presentación detallada del caso para el sistema. Utilizando una teoría primitiva de la inercia, Galileo pudo explicar por qué las rocas que caen de una torre lo hacen hacia abajo incluso si la tierra gira. Sus observaciones de las lunas de Júpiter, las fases de Venus, las manchas en el sol y las montañas en la luna contribuyeron a desacreditar la filosofía aristotélica y la teoría ptolemaica del sistema solar. A través de sus descubrimientos combinados, el sistema heliocéntrico ganó apoyo, y a finales del siglo XVII fue generalmente aceptado por los astrónomos.

Este trabajo culminó en la obra de Isaac Newton. El Principia de Newton formuló las leyes del movimiento y la gravitación universal, que dominaron la visión de los científicos sobre el universo físico durante los próximos tres siglos. Derivando las leyes de movimiento planetario de Kepler a partir de su descripción matemática de la gravedad, y luego utilizando los mismos principios para explicar las trayectorias de los cometas, las mareas, la precesión de los equinoccios y otros fenómenos, Newton eliminó las últimas dudas sobre la validez del modelo heliocéntrico del cosmos. Este trabajo también demostró que el movimiento de los objetos sobre la Tierra y de los cuerpos celestes podría ser descrito por los mismos principios. Su predicción de que la Tierra debería tener la forma de un esferoide ovalado fue posteriormente reivindicada por otros científicos. Sus leyes de movimiento debían ser el fundamento sólido de la mecánica; su ley de la gravitación universal combinada con la mecánica terrestre y celestial en un gran sistema que parecía ser capaz de describir el mundo entero en fórmulas matemáticas

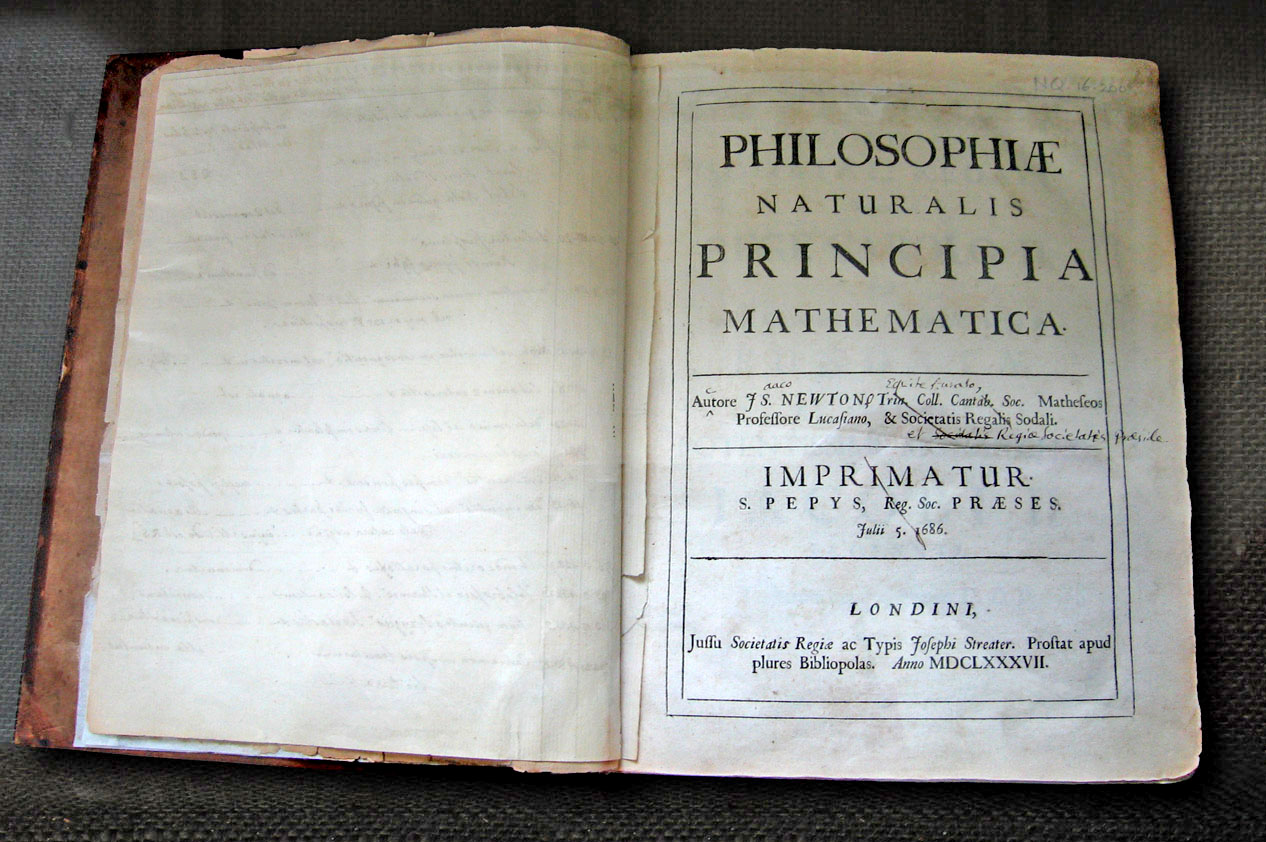
El Principia de Isaac Newton, desarrolló el primer conjunto de leyes científicas unificadas.

Además de probar el modelo heliocéntrico, Newton también desarrolló la teoría de la gravitación. En 1679, comenzó a considerar la gravitación y su efecto sobre las órbitas de los planetas con referencia a las leyes de Kepler del movimiento planetario. Esto siguió tras la estimulación de un breve intercambio de cartas en 1679-80 con Robert Hooke, que había sido designado para manejar la correspondencia de la Royal Society y que abrió una correspondencia destinada a obtener contribuciones de Newton a las transacciones de la Royal Society. El despertar del interés de Newton en materias astronómicas recibió el estímulo adicional por la aparición de un cometa en el invierno de 1680-1681, el cual se correspondía con John Flamsteed. Después de los intercambios con Hooke, Newton elaboró demostraciones de que la forma elíptica de las órbitas planetarias resultaría de una fuerza centrípeta inversamente proporcional al cuadrado del radio vector (véase la ley de Newton de la gravitación universal - Historia y De motu corporum in gyrum). Newton comunicó sus resultados a Edmond Halley y a la Royal Society en De motu corporum in gyrum, de 1684. Este tramo contenía el núcleo que Newton desarrolló y expandió para formar el Principia.
El Principia fue publicado el 5 de julio de 1687 con el estímulo y la ayuda financiera de Edmond Halley. En esta obra, tres leyes universales del movimiento declaró las tres leyes universales del movimiento que contribuyeron a muchos avances durante la Revolución Industrial que siguieron y que no fueron mejoradas durante más de 200 años. Muchos de estos avances siguen siendo los fundamentos de las tecnologías no-relativistas en el mundo moderno. Usó la palabra latina gravitas (peso) para el efecto que se conocería como gravedad, y definió la ley de la gravitación universal.
El postulado de Newton de una fuerza invisible capaz de actuar sobre vastas distancias le llevó a ser criticado por introducir "organismos ocultos" en la ciencia. Posteriormente, en la segunda edición de los Principia (1713), Newton rechazó firmemente tales críticas en un General Scholium concluyente, escribiendo que era suficiente que los fenómenos implicaran una atracción gravitacional, como lo hicieron; Pero hasta el momento no indicaron su causa, y era innecesario e inapropiado enmarcar hipótesis de cosas que no estaban implícitas en los fenómenos. (Aquí Newton usó lo que se convirtió en su famosa expresión "hipótesis no fingo").
En un punto fue necesaria la confrontación de dos sistemas (Descartes-Newton) contemporáneos en la concepción del mundo natural:
- Descartes, Principia philosophiae (1644), a pesar de su indudable modernidad, mantiene la herencia de la filosofía anterior anclada en las formas divinas y propone un método basado en la deducción a partir de unos principios, las ideas innatas, formas esenciales y divinas como «principios del pensar».[97] El mundo es un «mecanismo» determinista regido por unas leyes determinadas que se pueden conocer como ciencia mediante un riguroso método de análisis a partir de intuiciones evidentes. Es la consagración definitiva de la nueva ciencia, el triunfo del antiaristotelismo medieval, la imagen heliocéntrica del mundo, la superación de la división del universo en mundo sublunar y supralunar en un único universo mecánico.
- Newton, Principia Mathematica philosophiae naturalis, (1687). Manteniendo el espíritu anterior sin embargo realiza un paso más allá: el rechazo profundo a la hipótesis cartesiana de los vórtices. La ciencia mecanicista queda reducida a un cálculo matemático a partir de la mera experiencia de los hechos observados sobre un espacio-tiempo inmutable.

Tanto uno como otro daban por supuesto la exactitud de las leyes naturales deterministas fundadas en la voluntad de Dios creador. Pero mientras el determinismo de Descartes se justifica en el riguroso método de ideas a partir de hipótesis sobre las regularidades observadas, Newton constituía el fundamento de dichas regularidades y su necesidad en la propia «observación de los hechos». Mientras uno mantenía un concepto de ciencia «deductiva», el otro se presentaba como un verdadero «inductivista», Hypotheses non fingo.

### Biología y medicina
Descubrimientos médicos

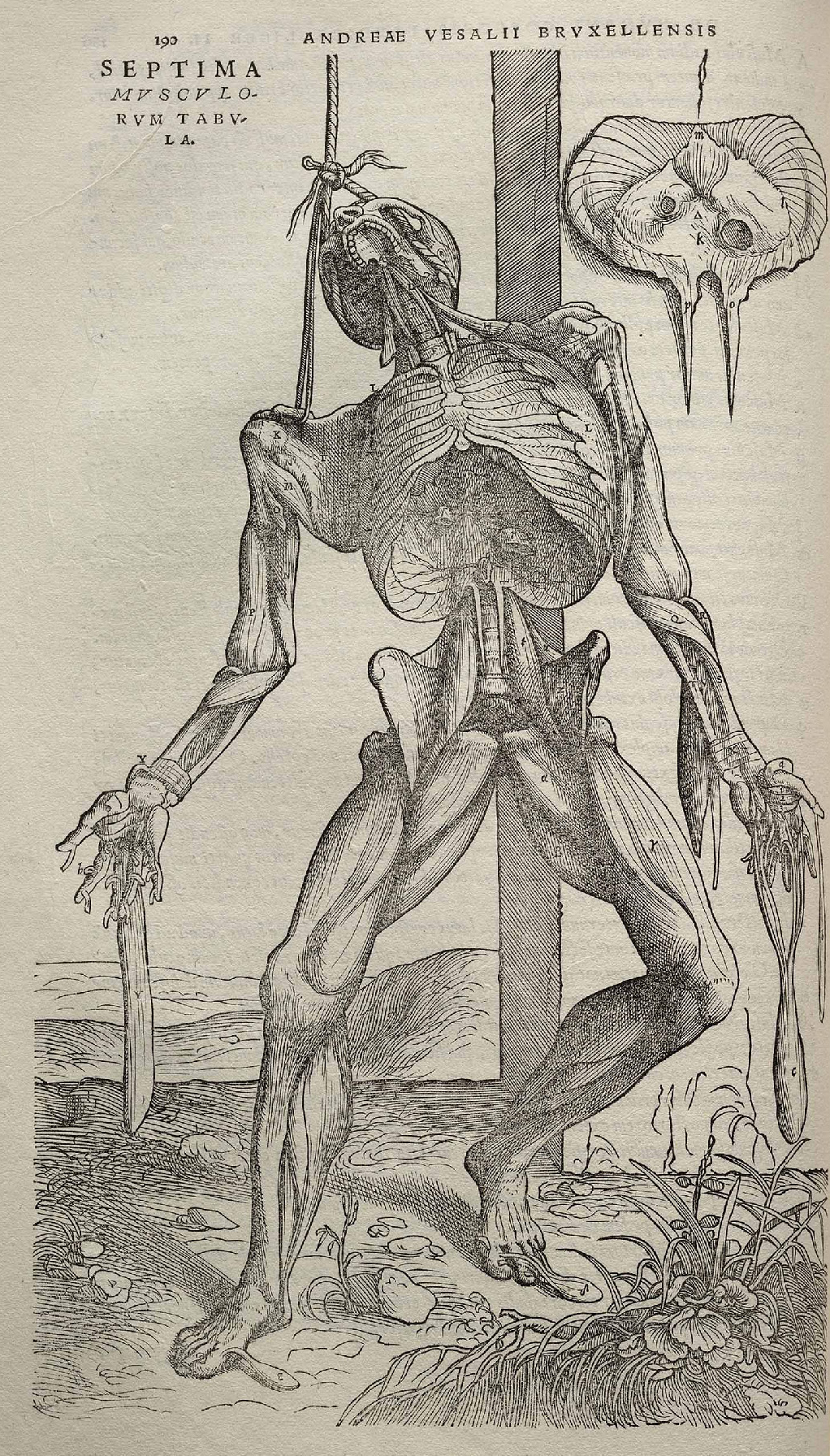
Los detallados dibujos de las disecciones humanas de Vesalius publicados en Fabrica ayudaron a derribar las teorías médicas de Galeno.

Los escritos del médico griego Galeno habían dominado el pensamiento europeo en el tema durante más de un milenio. Fueron las conclusiones publicadas del erudito italiano Vesalius las que primero demostraron los errores en el modelo galénico. Sus enseñanzas anatómicas se basaban en la disección de cadáveres humanos, en lugar de las disecciones de animales que Galeno había utilizado como guía. Publicado en 1543, De humani corporis fabrica de Vesalius fue un trabajo pionero de la anatomía humana. Hizo hincapié en la prioridad de la disección y lo que ha llegado a llamarse la visión "anatómica" del cuerpo, viendo el funcionamiento interno humano como una estructura esencialmente corpórea llena de órganos dispuestos en un espacio tridimensional. Esto estaba en contraste con muchos de los modelos anatómicos usados previamente, que tenían fuertes elementos Galénicos/Aristotélicos, así como elementos de la astrología.
Además de la primera buena descripción del hueso esfenoide, mostró que el esternón consiste en tres porciones y el sacro de cinco o seis; y describió con precisión el vestíbulo en el interior del hueso temporal. No solo comprobó la observación de Etienne sobre las válvulas de las venas hepáticas, sino que describió la vena azygos, y descubrió el canal que pasa en el feto entre la vena umbilical y la vena cava, desde ese momento denominada ductus venosus. Describió el omento y sus conexiones con el estómago, el bazo y el colon; dio las primeras vistas correctas de la estructura del píloro; observó el pequeño tamaño del apéndice cecal en el hombre; dio la primera buena explicación del mediastino y la pleura y la descripción más completa de la anatomía del cerebro, pero avanzada. No entendía los huecos inferiores; y su descripción de los nervios se confunde considerando la óptica como el primer par, el tercero como el quinto y el quinto como el séptimo.
William Harvey llevó un trabajo más innovador, que publicó De Motu Cordis en 1628. Harvey hizo un análisis detallado de la estructura general del corazón, pasando a un análisis de las arterias, que muestra cómo su pulsación depende de la contracción del ventrículo izquierdo, mientras que la contracción del ventrículo derecho propulsa su carga de sangre hacia la arteria pulmonar. Se dio cuenta de que los dos ventrículos se mueven juntos casi simultáneamente y no de forma independiente como habían sido pensados previamente por sus predecesores.

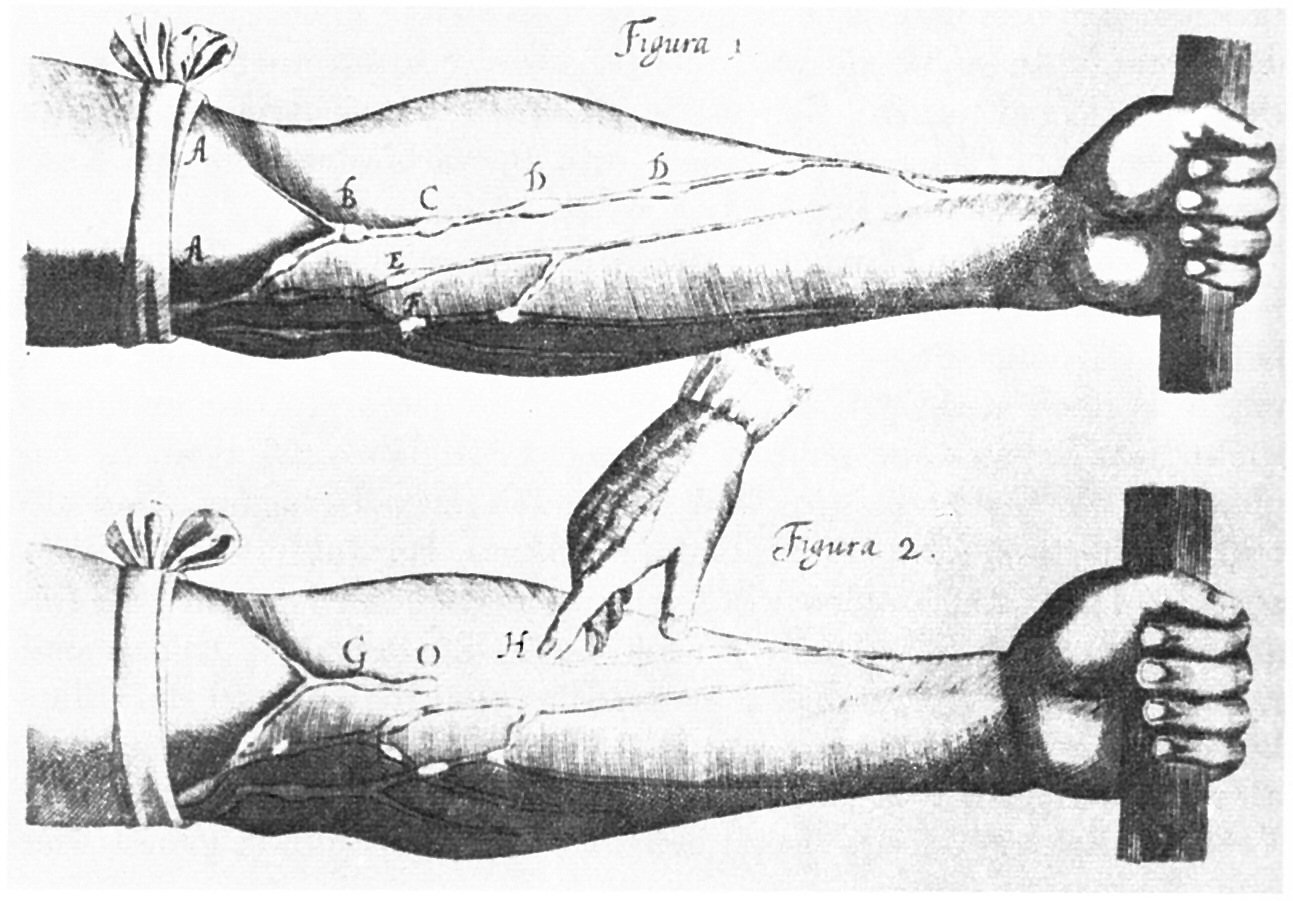
Imagen de las venas de Exercitatio Anatomica de Motu Cordis et Sanguinis in Animalibus de William Harvey. Harvey demostró que la sangre circulaba alrededor del cuerpo, en lugar de ser creada en el hígado.

En el octavo capítulo, Harvey estimó la capacidad del corazón, cuánta sangre se expulsa a través de cada bomba del corazón y cuántas veces late el corazón en media hora. A partir de estas estimaciones, demostró que según la teoría de Gaelen de que la sangre se producía continuamente en el hígado, tendría que producirse la cifra absurdamente grande de 540 libras de sangre por día. Teniendo esta proporción matemática sencilla pero esencial a mano - que demostró el imposible papel anteriormente mencionado del hígado - Harvey continuó demostrando cómo la sangre circulaba en un círculo mediante innumerables experimentos inicialmente realizados en serpientes y peces: atando sus venas y arterias. En períodos separados de tiempo, Harvey notó las modificaciones que ocurrieron; de hecho, al amarrar las venas, el corazón se vaciaba, mientras que el hecho de repetir el mismo hecho con las arterias, el órgano se hinchaba.
Este proceso se realizó posteriormente en el cuerpo humano (en la imagen de la izquierda): el médico ató una ligadura apretada en el brazo superior de una persona. Esto cortaría el flujo sanguíneo de las arterias y las venas. Cuando esto se hizo, el brazo por debajo de la ligadura estaba fresco y pálido, mientras que por encima de la ligadura estaba caliente e hinchado. La ligadura fue ligeramente aflojada, lo que permitió que la sangre de las arterias entrara en el brazo, ya que las arterias estén más profundas en la carne que las venas. Cuando se hizo esto, se vio el efecto opuesto en el brazo inferior. Se puso caliente e hinchado. Las venas también eran más visibles, ya que ahora estaban llenas de sangre.
Se hicieron varios otros avances en la comprensión y la práctica médica. El médico francés Pierre Fauchard comenzó la ciencia de la odontología tal como la conocemos hoy, y ha sido llamado "el padre de la odontología moderna". El cirujano Ambroise Paré (c.1510-1590) fue un líder en técnicas quirúrgicas y medicina del campo de batalla, especialmente el tratamiento de heridas, y Herman Boerhaave (1668-1738) se le llama a veces el "padre de la fisiología" debido a su enseñanza ejemplar en Leiden y su libro de texto Institutiones medicae (1708).

### Química

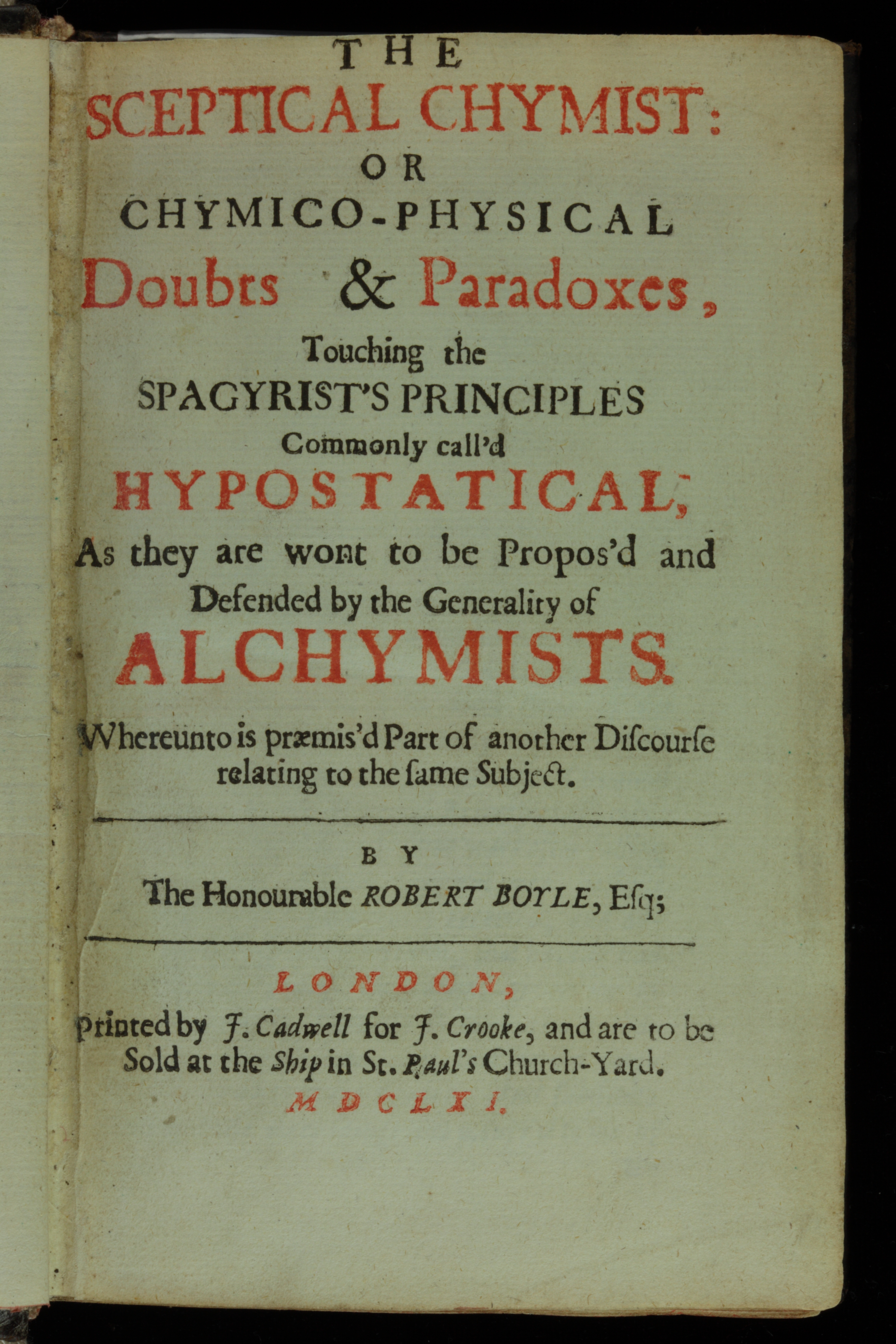
Título de la página de The Sceptical Chymist, un texto fundamental de la química, escrito por Robert Boyle en 1661.

La Química y su antecedente la Alquimia se convirtieron en un aspecto cada vez más importante del pensamiento científico en el curso de los siglos XVI y XVII. La importancia de la química está indicada por la gama de académicos importantes que participan activamente en la investigación química. Entre ellos estaban el astrónomo Tycho Brahe, el médico químico Paracelso, el químico Robert Boyle, el escritor Thomas Browne y el físico Isaac Newton. A diferencia del mecanicismo, la filosofía química subrayaba los poderes activos de la materia, que los alquimistas frecuentemente expresaban en términos de principios vitales o activos—de los espíritus que operan en la naturaleza.
Los intentos prácticos para mejorar el refinado de los minerales y su extracción a metales fundidos fueron una importante fuente de información para los primeros químicos en el siglo XVI, entre ellos Georg Agricola (1494-1555), que publicó su gran obra De re metallica en 1556. Su obra describe los procesos altamente desarrollados y complejos de extracción de minerales metálicos, extracción de metales y metalurgia de la época. Su enfoque eliminó el misticismo asociado con el tema, creando la base práctica sobre la que otros podrían construir.
Se considera que el químico inglés Robert Boyle (1627-1691) refinó el método científico moderno para la alquimia y separó la química de la alquimia. Aunque su investigación tiene claramente sus raíces en la tradición alquímica, Boyle es largamente considerado en el siglo XX y XXI como el primer químico moderno, y por lo tanto uno de los fundadores de la química moderna, y también uno de los pioneros del método científico experimental moderno. Aunque Boyle no fue el descubridor original, es conocido por la ley de Boyle, que presentó en 1662: La ley describe la relación inversamente proporcional entre la presión absoluta y el volumen de un gas, si la temperatura se mantiene constante dentro de un sistema cerrado.
Boyle también es acreditado por su histórica publicación en 1661 de The Skeptical Chymist, que es visto como un libro de piedra angular en el campo de la química. En el trabajo, Boyle presenta su hipótesis de que cada fenómeno era el resultado de colisiones de partículas en movimiento. Boyle apeló a los químicos para que experimentaran y afirmó que los experimentos negaban la limitación de los elementos químicos solo a los clásicos cuatro: tierra, fuego, aire y agua. También abogó por que la química dejara de estar subordinada a la medicina o a la alquimia y pasara a la categoría de ciencia. Es importante señalar que abogaba por un enfoque riguroso del experimento científico: creía que todas las teorías debían ser probadas experimentalmente antes de ser consideradas como verdaderas. El trabajo contiene algunas de las primeras ideas modernas de átomos, moléculas y reacción química, y marca el comienzo de la historia de la química moderna.

### Física
Óptica

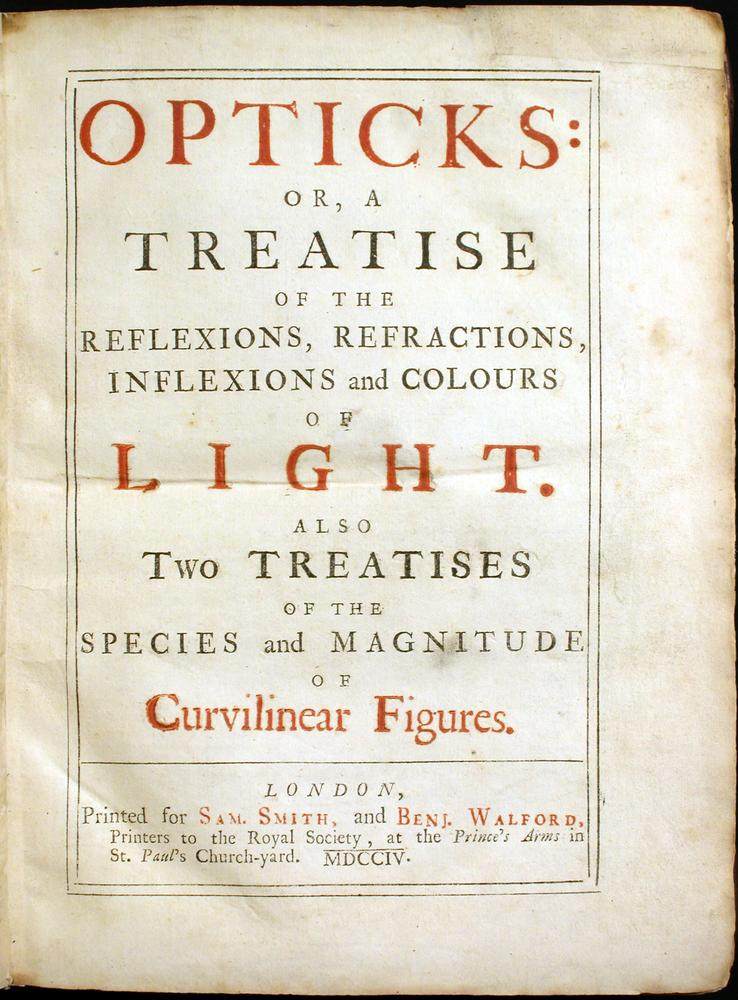
Opticks de Newton o tratado sobre las reflexiones, refracciones, inflexiones y colores de la luz.

Se realizó un importante trabajo en el campo de la óptica. En 1604. Johannes Kepler publicó Astronomiae Pars Optica. En él describió la ley del cuadrado inverso que gobierna la intensidad de la luz, la reflexión por los espejos planos y curvos, y los principios de las Cámara estenopeicas, así como también implicaciones astronómicas de la óptica como el paralaje y el tamaño aparente de los cuerpos celestes. Generalmente, Astronomiae Pars Optica se reconoce como la fundación de la óptica moderna (aunque la ley de refracción está visiblemente ausente).
Willebrord Snellius (1580-1626) encontró en 1621 la ley matemática de la refracción, conocida en el siglo XX y XXI como la ley de Snell. Posteriormente, René Descartes (1596-1650) mostró, usando la construcción geométrica y la ley de la refracción (también conocida como la ley de Descartes) , que el radio angular de un arco iris es de 42° (es decir, el ángulo subtendido en el ojo por el borde del arco iris y el centro del arco iris es 42°). También descubrió independientemente la ley de la reflexión, y su ensayo en la óptica fue la primera mención publicada de esta ley.
Christiaan Huygens (1629-1695) escribió varios trabajos en el área de la óptica. Éstos incluyeron Opera reliqua (también conocido como Christiani Hugenii Zuilichemii, dum viveret Zelhemii toparchae, opuscula posthuma) y el Traité de la lumière.
Isaac Newton investigó la refracción de la luz, demostrando que un prisma podría descomponer la luz blanca en un espectro de colores, y que una lente y un segundo prisma podrían recomponer el espectro multicolor en luz blanca. También demostró que la luz coloreada no cambia sus propiedades separando un haz coloreado y brillando en varios objetos. Newton señaló que, independientemente de si se reflejaba, se dispersaba o se transmitía, permanecía del mismo color. De este modo, observó que el color es el resultado de que los objetos interactúan con la luz ya coloreada en lugar de los objetos que generan el color. Esto se conoce como la teoría del color de Newton. De este trabajo llegó a la conclusión de que cualquier telescopio refractor sufriría la dispersión de la luz en colores. El interés de la Royal Society le animó a publicar sus notas On Colour (más tarde expandidas en Opticks). Newton argumentó que la luz está compuesta por partículas o corpúsculos y estos se refractaban acelerando hacia el medio más denso, pero tuvo que asociarlas con ondas para explicar la difracción de la luz.
En su Hipótesis de Luz de 1675, Newton postuló la existencia del éter para transmitir fuerzas entre partículas. En 1704, Newton publicó Opticks, en el que expuso su teoría corpuscular de la luz. Consideraba que la luz estaba compuesta de corpúsculos extremadamente sutiles, que la materia ordinaria estaba hecha de corpúsculos más gruesos y especulaba que mediante una especie de transmutación alquímica "¿No son convertibles los cuerpos gruesos y la luz unos en otros? ...y los cuerpos no pueden recibir mucha de su actividad de las Partículas de Luz que entran en su Composición?"
Electricidad

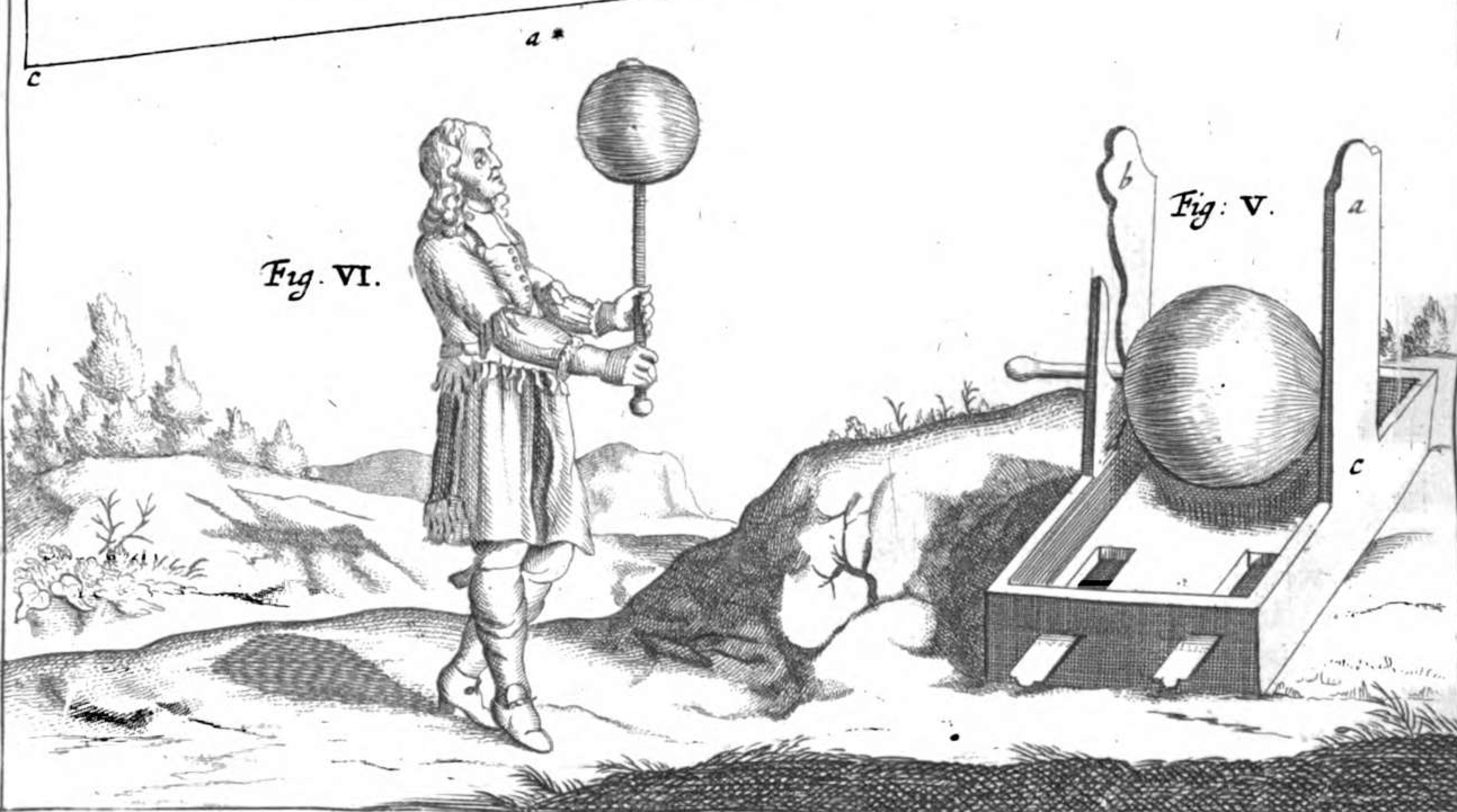
Experimentos de Otto von Guericke sobre la electrostática, publicados en 1672.

El Dr. William Gilbert, en De Magnete, inventó la nueva palabra latina electricus de ἤλεκτρον (elektron), la palabra griega para "ámbar". Gilbert emprendió una serie de cuidadosos experimentos eléctricos, en el curso de los cuales descubrió que muchas sustancias distintas del ámbar, como el azufre, la cera, el vidrio, etc., eran capaces de manifestar propiedades eléctricas. Gilbert también descubrió que un cuerpo calentado perdía su electricidad y que la humedad impedía la electrificación de todos los cuerpos, debido al ahora bien conocido hecho de que la humedad alteraba el aislamiento de tales cuerpos. También notó que las sustancias electrificadas atraían indiscriminadamente todas las demás sustancias, mientras que un imán solo atraía el hierro. Los muchos descubrimientos de esta naturaleza le ganaron a Gilbert el título de fundador de la ciencia eléctrica. Al investigar las fuerzas sobre una aguja metálica ligera, equilibrada en un punto, amplió la lista de cuerpos eléctricos y encontró también que muchas sustancias, incluyendo metales y imanes naturales, no mostraban fuerzas atractivas cuando se frotaban. Observó que el tiempo seco con viento del norte o del este era la condición atmosférica más favorable para exhibir fenómenos eléctricos -una observación susceptible de conceptos erróneos hasta que se entendiera la diferencia entre el conductor y el aislante.
Robert Boyle también trabajó frecuentemente en la nueva ciencia de la electricidad, y añadió varias sustancias a la lista de eléctricos de Gilbert. Dejó un relato detallado de sus investigaciones bajo el título de Experiments on the Origin of Electricity (Experimentos sobre el origen de la electricidad). Boyle, en 1675, declaró que la atracción eléctrica y la repulsión pueden actuar a través del vacío. Uno de sus descubrimientos importantes fue que los cuerpos electrificados en el vacío atraerían sustancias ligeras, lo que indica que el efecto eléctrico no dependía del aire como medio. También añadió resina a la entonces conocida lista de eléctricos.
Esto fue seguido en 1660 por Otto von Guericke, quien inventó un generador electrostático primitivo. A finales del siglo XVII, los investigadores habían desarrollado medios prácticos para generar electricidad por fricción con un generador electrostático, pero el desarrollo de las máquinas electrostáticas no comenzó en serio hasta el siglo XVIII, cuando se convirtieron en instrumentos fundamentales en los estudios sobre la nueva Ciencia de la electricidad. El primer uso de la palabra electricidad se atribuye a Sir Thomas Browne en su obra de 1646, Pseudodoxia Epidemica. En 1729, Stephen Gray (1666-1736) demostró que la electricidad podría ser "transmitida" a través de filamentos metálicos.

## Nuevos dispositivos mecánicos
En este período como una ayuda a la investigación científica, fueron desarrolladas varias herramientas, ayudas de medición y dispositivos de cálculo.

### Dispositivos de cálculo

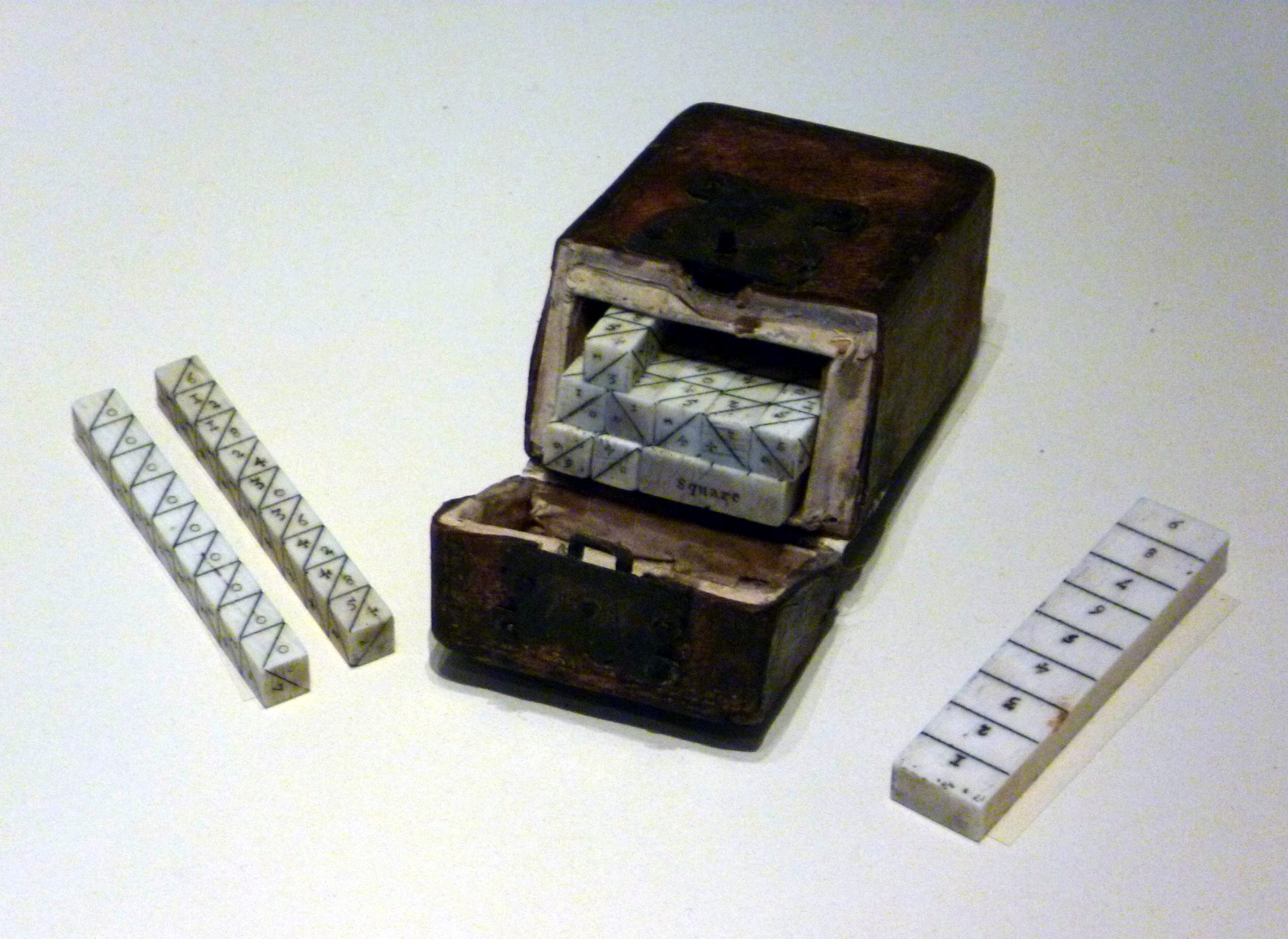
Un conjunto de huesos de Napier de marfil, un dispositivo de cálculo primitivo inventado por John Napier.

John Napier introdujo los logaritmos como una poderosa herramienta matemática. Con la ayuda del prominente matemático Henry Briggs, sus tablas logarítmicas incorporaron un avance computacional que hacía cálculos manualmente mucho más rápido. Los huesos de Napier usaban un conjunto de varillas numeradas como una herramienta de multiplicación usando el sistema de multiplicación de celosía. El camino fue abierto a avances científicos posteriores, particularmente en astronomía y dinámica.
En la Universidad de Oxford, Edmund Gunter construyó el primer dispositivo analógico para ayudar a la computación. La «escala de Gunter» era una escala plana grande, grabada con varias escalas, o líneas. Las líneas naturales, como la línea de acordes, la línea de los senos y tangentes se colocaban en un lado de la escala y los correspondientes artificiales o logarítmicos estaban en el otro lado. Esta ayuda de cálculo fue un predecesor de la regla de cálculo. Fue William Oughtred (1575-1660) quien usó por primera vez dos escalas que se deslizaban entre sí para realizar multiplicaciones y divisiones directas, y por lo tanto se le atribuye como inventor en 1622 de la regla de cálculo.

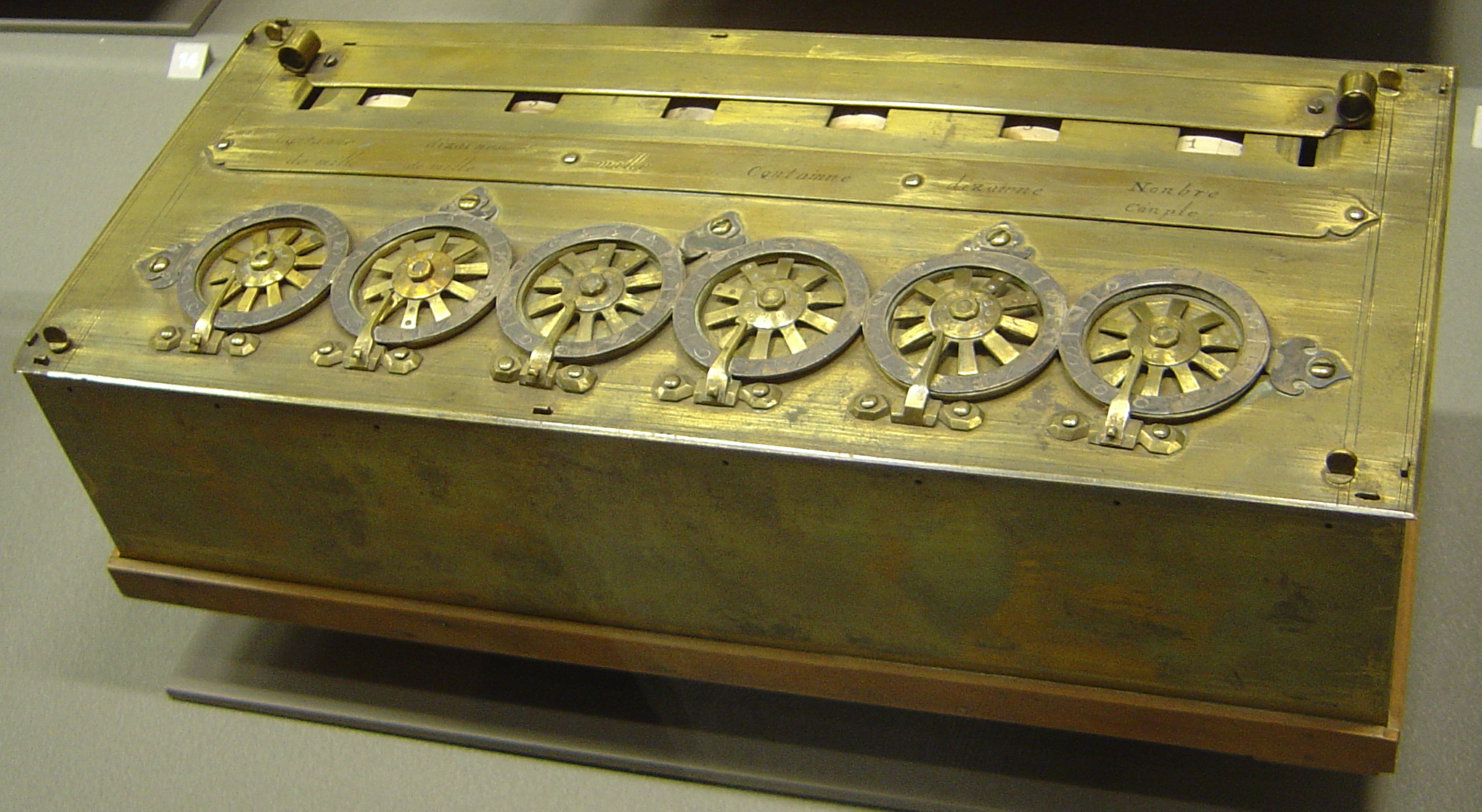
La "pascalina", calculadora diseñada por Blaise Pascal en 1642.

Blaise Pascal (1623-1662) inventó la calculadora mecánica en 1642. La introducción de su Pascalina en 1645 puso en marcha el desarrollo de calculadoras mecánicas por primera vez en Europa y posteriormente en todo el mundo. Gottfried Leibniz (1646-1716), basándose en el trabajo de Pascal, se convirtió en uno de los inventores más prolíficos en el campo de las calculadoras mecánicas; fue el primero en describir una calculadora de rueda de pines, en 1685, e inventó la rueda de Leibniz, utilizada en el aritmómetro, la primera calculadora mecánica de producción masiva. También perfeccionó el sistema numérico binario, base de casi todas las arquitecturas de computadora modernas.
John Hadley (1682-1744) fue el inventor del octante, precursor del sextante (Inventado por John Bird), que mejoró mucho la ciencia de la navegación.

### Máquinas industriales
Denis Papin (1647-1712) conocido por su pionero invento del digestor a vapor, el precursor de la máquina de vapor. El primer motor de vapor que funcionó fue patentado en 1698 por el inventor Thomas Savery, como una "...nueva invención para levantar agua y ocasionar el movimiento a toda clase de trabajos de molino por la fuerza de fuego, que será de gran utilidad y ventaja para drenar minas, servir a las ciudades con agua y para el trabajo de todo tipo de molinos donde no tienen el beneficio del agua ni el viento constante." [sic] el 14 de junio de 1699 la invención fue demostrada a la Royal Society y la máquina fue descrita por Savery en su libro The Miner's Friend; o, un motor para levantar el agua por fuego (1702), Thomas Newcomen (1664-1729) perfeccionó una máquina de vapor práctica para el bombeo de agua, la máquina de vapor de Newcomen. En consecuencia, se le puede considerar como un precursor de la Revolución industrial.
Abraham Darby I (1678-1717) fue el primero y más famoso de tres generaciones con ese nombre que jugaron un papel importante en la Revolución Industrial. Desarrolló un método de producción de hierro de alta calidad en un horno alimentado por coque en lugar de carbón. Este fue un gran paso adelante en la producción de hierro como materia prima para la Revolución Industrial.

### Telescopios
Los telescopios refractores aparecieron por primera vez en los Países Bajos en 1608. Los fabricantes de lentes Hans Lippershey, Zacharias Janssen y Jacob Metius de Alkmaar contribuyeron todos a su invención. En 1609, Galileo fue uno de los primeros científicos en utilizar esta nueva herramienta para sus observaciones astronómicas.
El telescopio reflector fue descrito por James Gregory en su libro Optica Promota (1663). Argumentó que un espejo con una parte que presente una sección cónica, corregiría la aberración esférica que dañaba la precisión de los telescopios refractores. Sin embargo su diseño, el "telescopio gregoriano", permaneció sin construir.
En 1666, Isaac Newton argumentó que las fallas del telescopio refractor eran fundamentales porque la lente refractaba la luz de diferentes colores de manera diferente. Concluyó que la luz no podía ser refractada a través de una lente sin causar aberraciones cromáticas De estos experimentos Newton llegó a la conclusión de que no podía hacerse ninguna mejoría en el telescopio refractante. [110] Sin embargo, fue capaz de demostrar que el ángulo de reflexión era el mismo para todos los colores, por lo que decidió construir un telescopio reflector. Se completó en 1668 y es telescopio funcional reflectante más primitivo que se conoce.
50 años después, John Hadley también desarrolló formas de hacer objetivos esféricos y parabólicos precisos para telescopios reflectores, la construcción del primer telescopio newtoniano parabólico y un telescopio gregoriano con espejos de forma precisa. Estos fueron demostrados con éxito a la Royal Society.

### Otros dispositivos

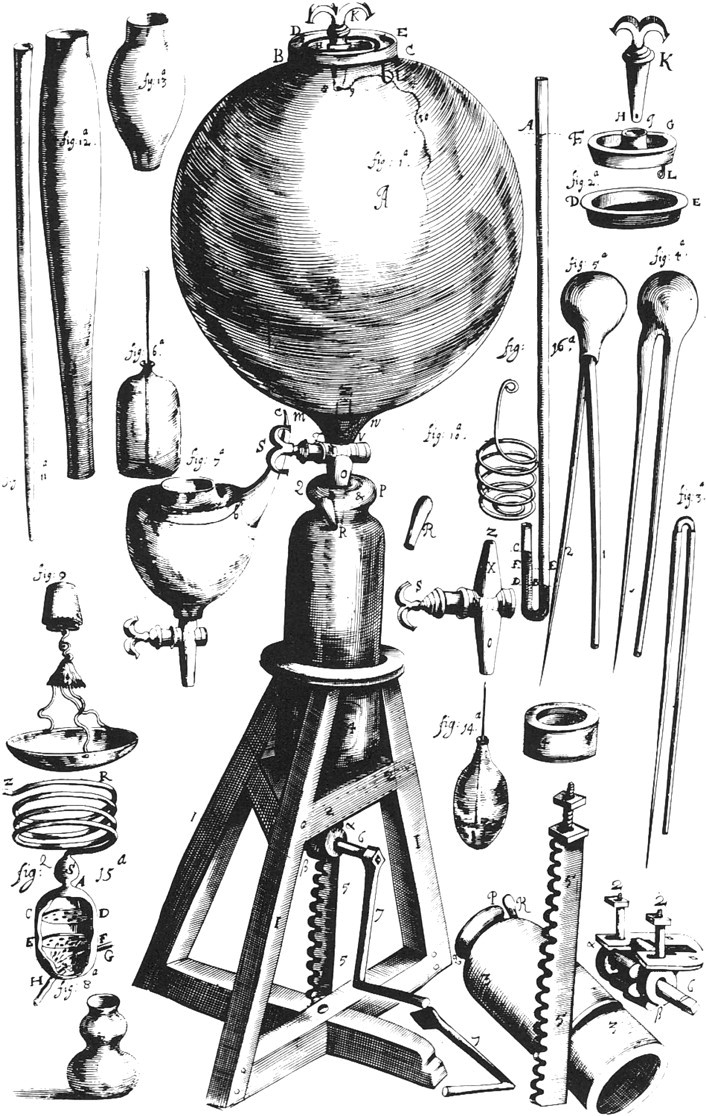
Bomba de aire construida por Robert Boyle. Muchos instrumentos nuevos fueron ideados en este período, que ayudó grandemente en la extensión del conocimiento científico.

La invención de la bomba de vacío abrió el camino para los experimentos de Robert Boyle y Robert Hooke sobre la naturaleza del vacío y la presión atmosférica. El primer dispositivo de este tipo fue hecho por Otto von Guericke en 1654. Consistía en un pistón y un cilindro de pistola de aire con las aletas que podrían aspirar el aire de cualquier recipiente que le fuera conectado. En 1657, se sacó el aire de dos hemisferios unidos y se demostró que un equipo de dieciséis caballos era incapaz de separarlo. La construcción de la bomba de aire fue mejorada grandemente por Robert Hooke en 1658.
Evangelista Torricelli (1607-1647) fue conocido por su invención del barómetro de mercurio. La motivación de la invención fue mejorar las bombas de succión que se utilizaban para extraer agua de las minas. Torricelli construyó un tubo sellado lleno de mercurio, colocado verticalmente en una cubeta de la misma sustancia. La columna de mercurio cayó hacia abajo, dejando un vacío torricelliano por encima.

## Las grandes revoluciones científicas
Son cada uno de los periodos históricos en que se ha producido uno de esos cambios. Cada una de ellas surgió y se concentró especialmente en determinadas disciplinas científicas, aunque también trajeron consecuencias para las demás.

### Revolución copernicana
Revolución en astronomía y física, desde Nicolás Copérnico (De revolutionibus, siglo XVI) hasta Isaac Newton (finales del siglo XVII; la importancia de Newton en la aceptación del nuevo paradigma y su fijación hace que se suela hablar de él como paradigma newtoniano). El filósofo e historiador de la ciencia Alexandre Koyré propuso el término revolución astronómica para este proceso.
En el mismo año (1543) en que Copérnico moría y se publicaba póstumamente su libro, también lo hacía el De humani corporis fabrica de Andrés Vesalio, que revolucionó la anatomía. Suele hablarse de revolución científica del siglo XVII para referirse al periodo fundamental que supuso el cambio del concepto de ciencia cualitativa, basada en la lógica silogística por la ciencia cuantitativa basada en la lógica experimental. En ese proceso fue fundamental la renovación del método científico a cargo de personajes como René Descartes, Johannes Kepler, Francis Bacon o Galileo Galilei. La polémica entre empirismo y racionalismo, deducción y razonamiento inductivo y otros debates intelectuales, como el debate de los antiguos y los modernos (superación del principio de autoridad propio de la escolástica), se completan con lo que a finales del siglo XVII se conoce con el nombre de crisis de la conciencia europea (concepto acuñado por el historiador Paul Hazard) que precede a la Ilustración del siglo XVIII.

### Revolución darwiniana
Revolución en biología y ciencias de la Tierra, desde Charles Darwin (El origen de las especies, 1859). También suele denominarse revolución evolucionista.

### Revolución einsteniana
Revolución en física, desde Albert Einstein (artículos de 1905). También suele denominarse revolución relativista.

### Revolución indeterminista
No se refiere al indeterminismo filosófico opuesto al determinismo, sino a la indeterminación: la superación de la concepción mecanicista o determinista de la ciencia, sobre todo a partir de las tres famosas construcciones teóricas de los años veinte y treinta del siglo XX debidas a Heisenberg, Schrödinger y Gödel, sobre la indecidibilidad, el principio de incertidumbre, la indiferencia y la imposibilidad de eludir la interferencia del experimentador u observador y sobre el hecho experimentado u observado.
Incluida en la revolución indeterminista, la revolución cuántica se inició en un periodo anterior, a partir de Max Planck (1900, constante de Planck) y Einstein (Un punto de vista heurístico acerca de la creación y transformación de la luz, uno de los famosos artículos de 1905). Esta revolución cuántica no puede denominarse por un solo científico, ni siquiera por un único grupo de ellos, equipo o escuela local, dada la gran cantidad que intervino en el complejo proceso que llevó a lo largo del primer tercio del siglo XX hasta la definición de la mecánica cuántica (Pieter Zeeman, Hendrik A. Lorentz, James Franck, Walther Nernst, Henry Moseley, Peter Debye, Arnold Sommerfeld, Arthur Holly Compton, Hendrik Kramers, Wolfgang Pauli, Louis de Broglie, George Uhlenbeck, Samuel Goudsmit, Paul Dirac, John von Neumann, etc.); entre los que Heisenberg, Max Born, David Hilbert, Felix Klein, Pascual Jordan y Niels Bohr desarrollaron la llamada mecánica cuántica matricial y Schrödinger la mecánica cuántica ondulatoria (1926 Cuantización como un problema de valores propios).

## Desarrollos científicos
Personas e ideas claves y que surgieron en los siglos XVI y XVII:
- tercera edición impresa de los Elementos de Euclides en 1482.
- Nicolás Copérnico (1473-1543) publicó Sobre el movimiento de las esferas celestiales en 1543, que propuso la teoría heliocéntrica de la cosmología.
- Andreas Vesalius (1514-1564) publicó De Humani Corporis Fabrica (De la estructura del cuerpo humano) (1543), que desacreditaba las opiniones de Galeno. Encontró que la circulación de la sangre provenía del bombeo del corazón. También montó el primer esqueleto humano cortando cadáveres abiertos.
- Franciscus Vieta (1540-1603) publicó In artem Analyticem Isagoge (1591), que dio la primera notación simbólica de los parámetros en el álgebra literal.
- William Gilbert (1544-1603) publicó Sobre el imán y los cuerpos magnéticos y sobre el gran imán la Tierra en 1600, que sentó las bases de una teoría del magnetismo y la electricidad.
- Tycho Brahe (1546-1601) hizo extensas y precisas observaciones a ojo de los planetas en el siglo XVI. Estas se convirtieron en los datos básicos para los estudios de Kepler.
- Sir Francis Bacon (1561-1626) publicó Novum Organum en 1620, que detallaba un nuevo sistema de lógica basado en el proceso de reducción, y que Bacon proponía como una mejora sobre el proceso filosófico de Aristóteles del silogismo. Esto contribuyó al desarrollo de lo que se conoce como el método científico.
- Galileo Galilei (1564-1642) mejoró el telescopio, con el que hizo varios descubrimientos astronómicos importantes, incluyendo las cuatro mayores lunas de Júpiter, las fases de Venus y los anillos de Saturno, e hizo observaciones detalladas de las manchas solares. Desarrolló las leyes sobre la caída de cuerpos basándose en experimentos cuantitativos pioneros que analizó matemáticamente.
- Johannes Kepler (1571-1630) publicó las dos primeras de sus tres leyes del movimiento planetario en 1609.
- William Harvey (1578-1657) demostró que la sangre circula, utilizando disecciones y otras técnicas experimentales.
- René Descartes (1596-1650) publicó su Discurso del método en 1637, que ayudó a establecer el método científico. También inició el método del razonamiento deductivo.
- Antonie van Leeuwenhoek (1632-1723) construyó poderosos microscopios de una sola lente y realizó extensas observaciones que publicó alrededor de 1660; se le considera precursor de la microbiología.
- Isaac Newton (1643-1727) trabajó sobre la obra de Kepler y Galileo. Demostró que una ley del cuadrado inverso de la gravedad explicaba las órbitas elípticas de los planetas, y presentó la ley de gravitación universal. Su desarrollo del cálculo infinitesimal abrió nuevas aplicaciones de los métodos matemáticos a la ciencia. Newton enseñaba que la teoría científica debe ir acompañada de una experimentación rigurosa; esto se convertiría en la "piedra angular" de la ciencia moderna.

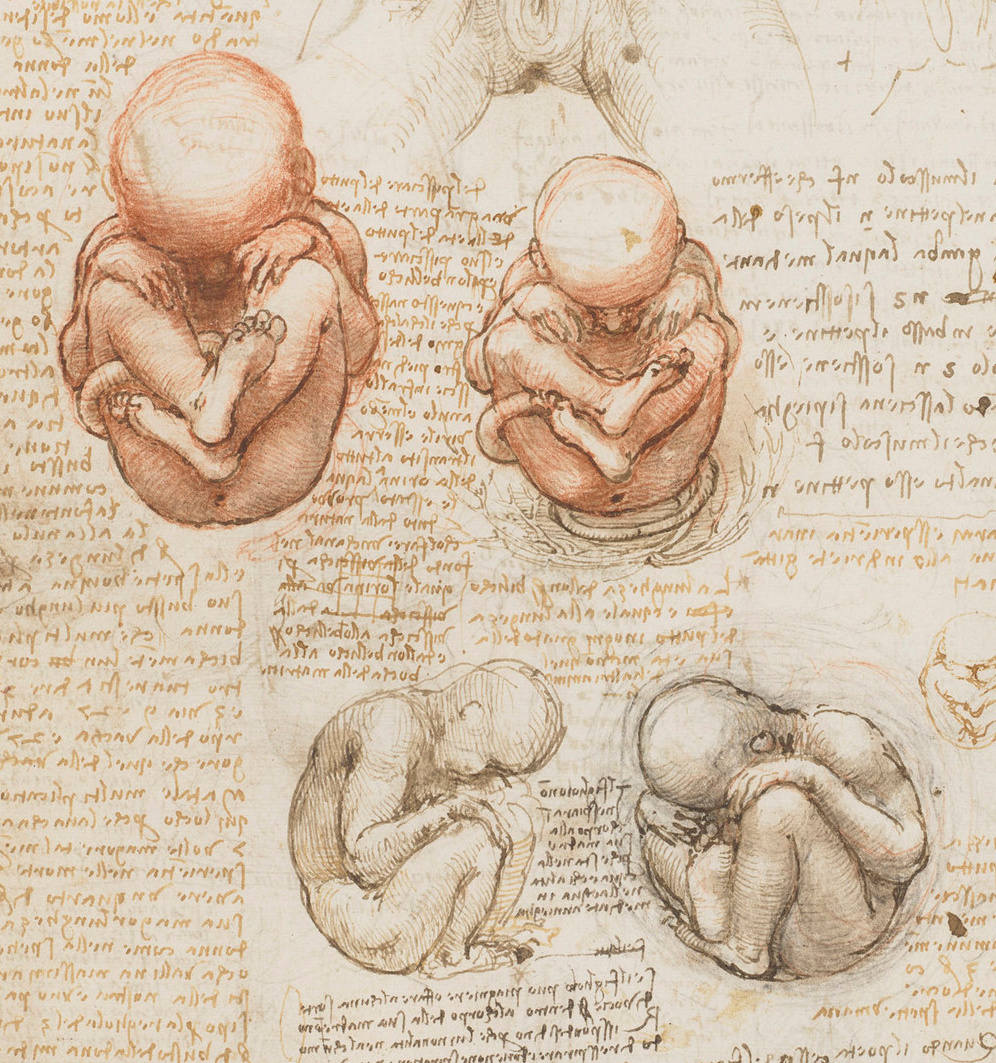
Estudios anatómicos de Leonardo da Vinci
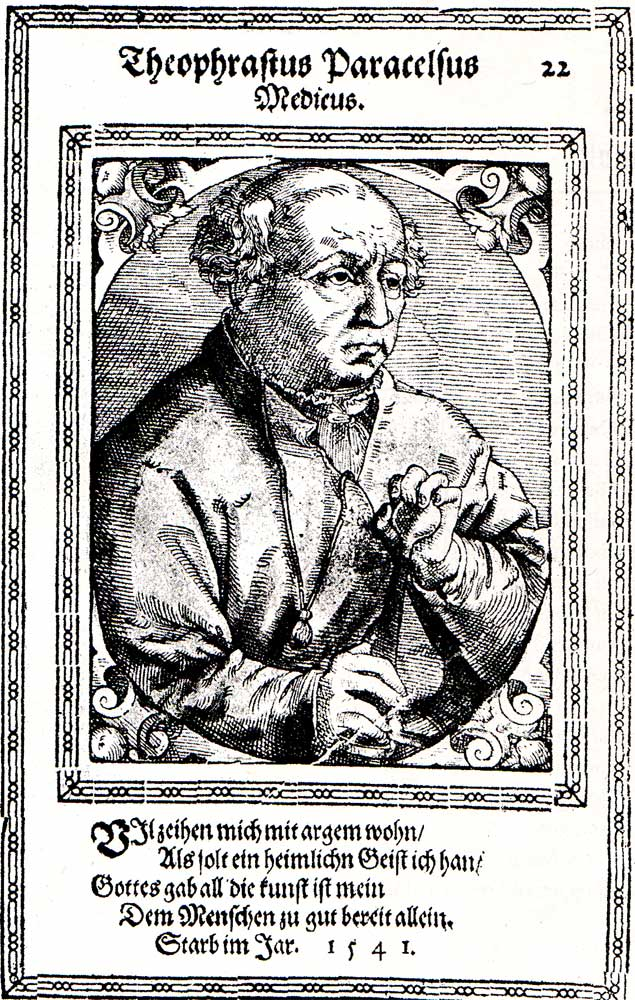
Paracelso.
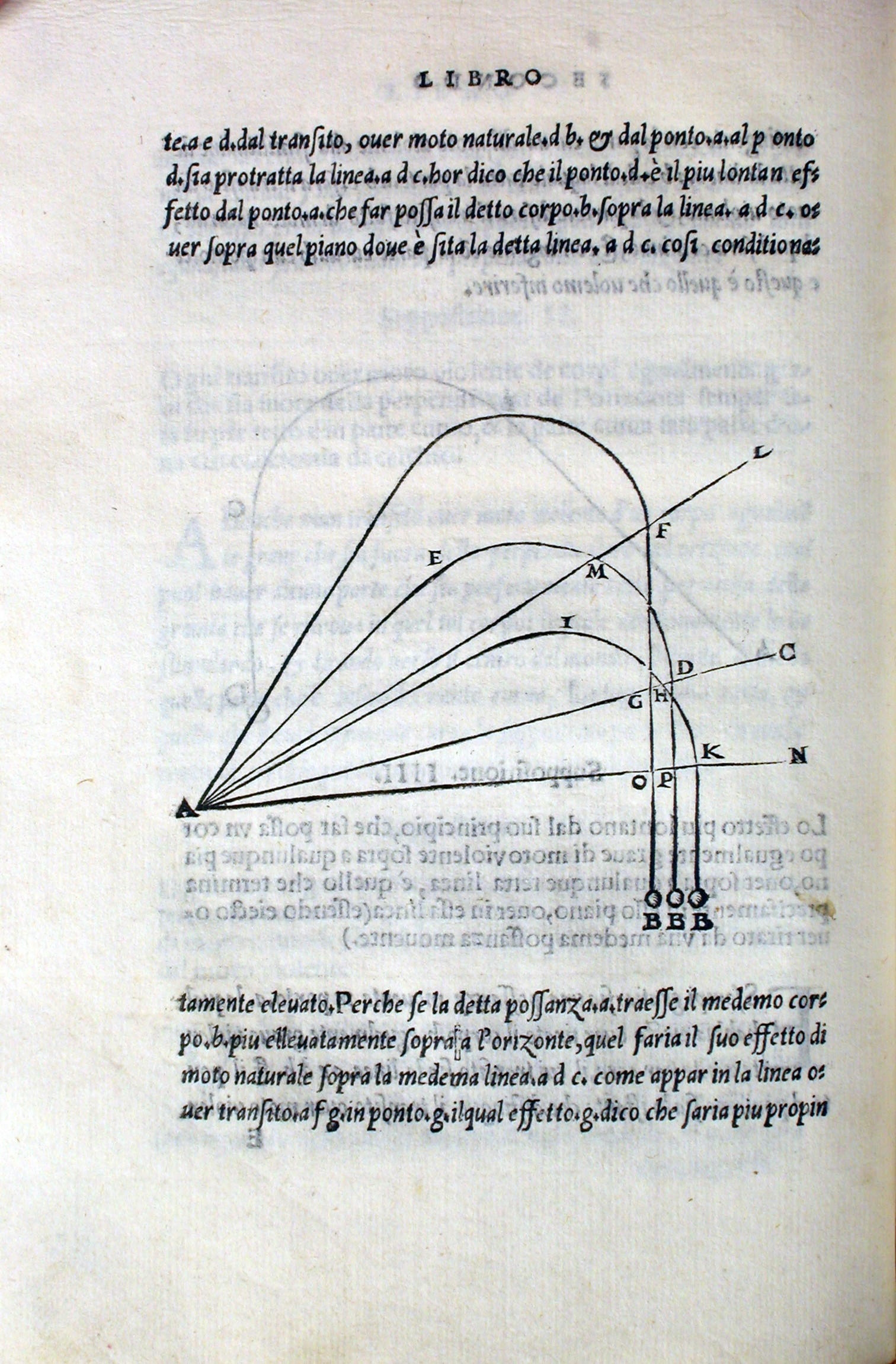
Curvas balísticas de Tartaglia.
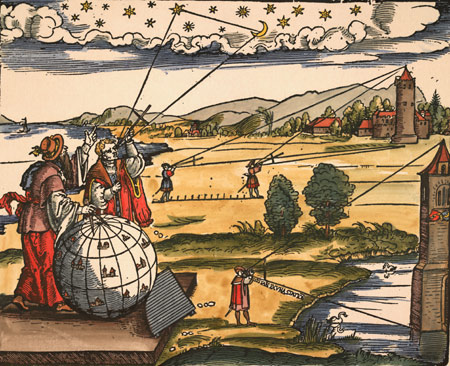
Uso de la ballestilla en una ilustración de Cosmographiae introductio de Petrus Apianus (1529).
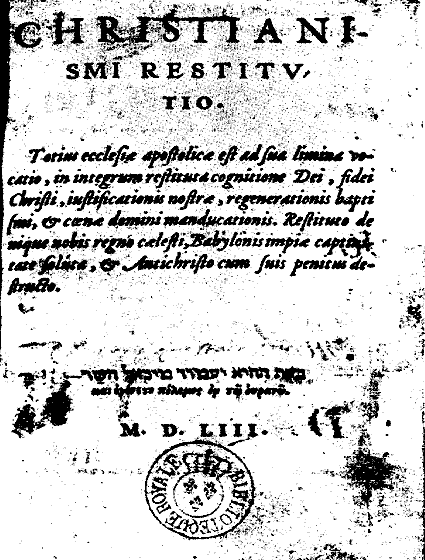
Christianisimi restitutio de Miguel Servet (1553), en cuyo Libro V se describe por primera vez la circulación pulmonar.
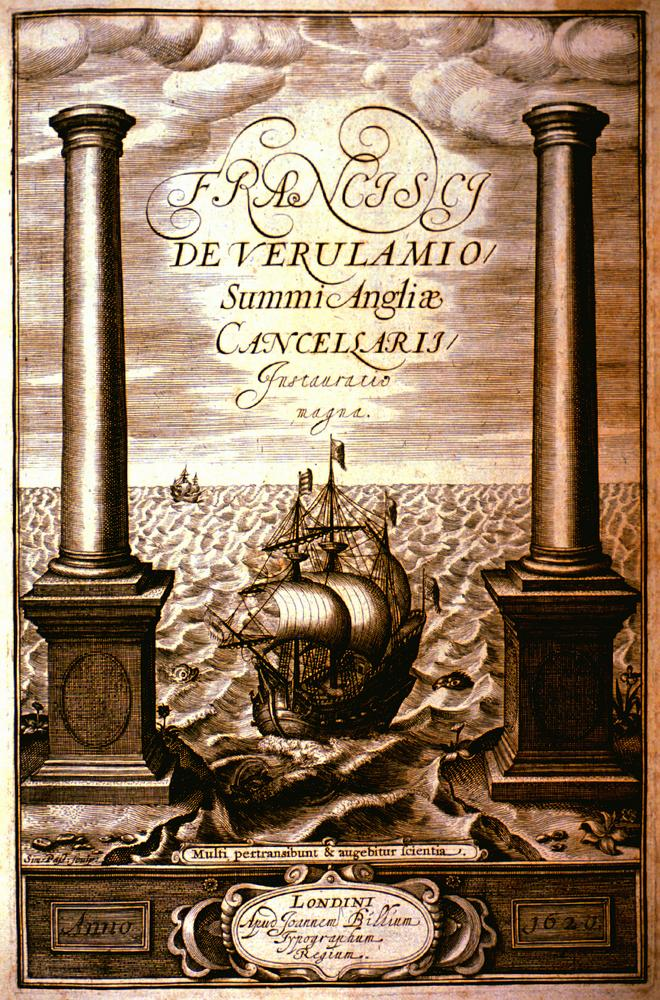
Instauratio magna de Francis Bacon (1621), que incluye el Novum organum, texto fundamental de la revolución científica del siglo XVII.
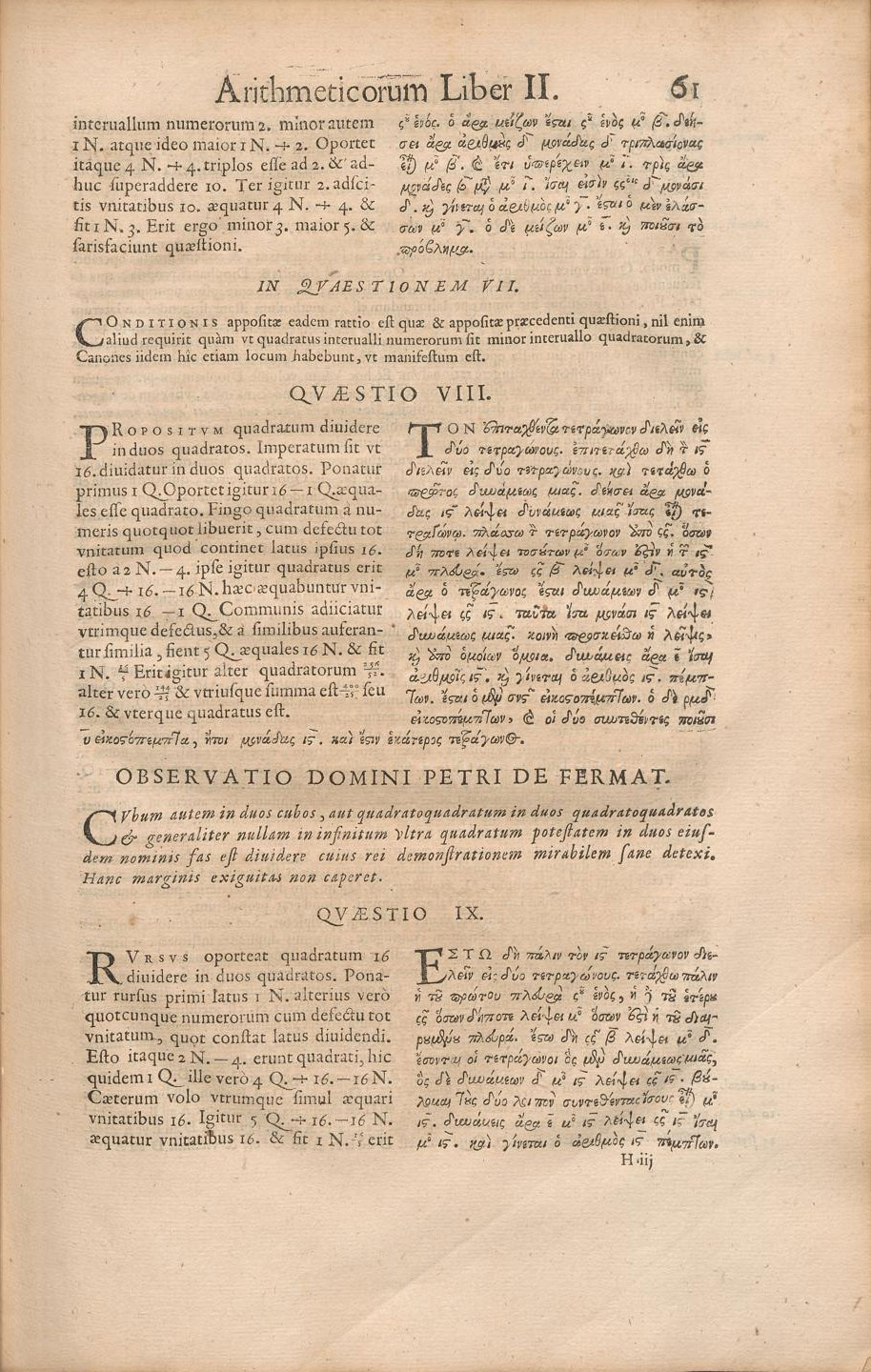
Observatio Domini Petri de Fermat, la anotación al margen de la Aritmética de Diofanto donde el joven matemático expuso en 1637 la llamada conjetura de Fermat, que no pudo demostrarse hasta 1995.
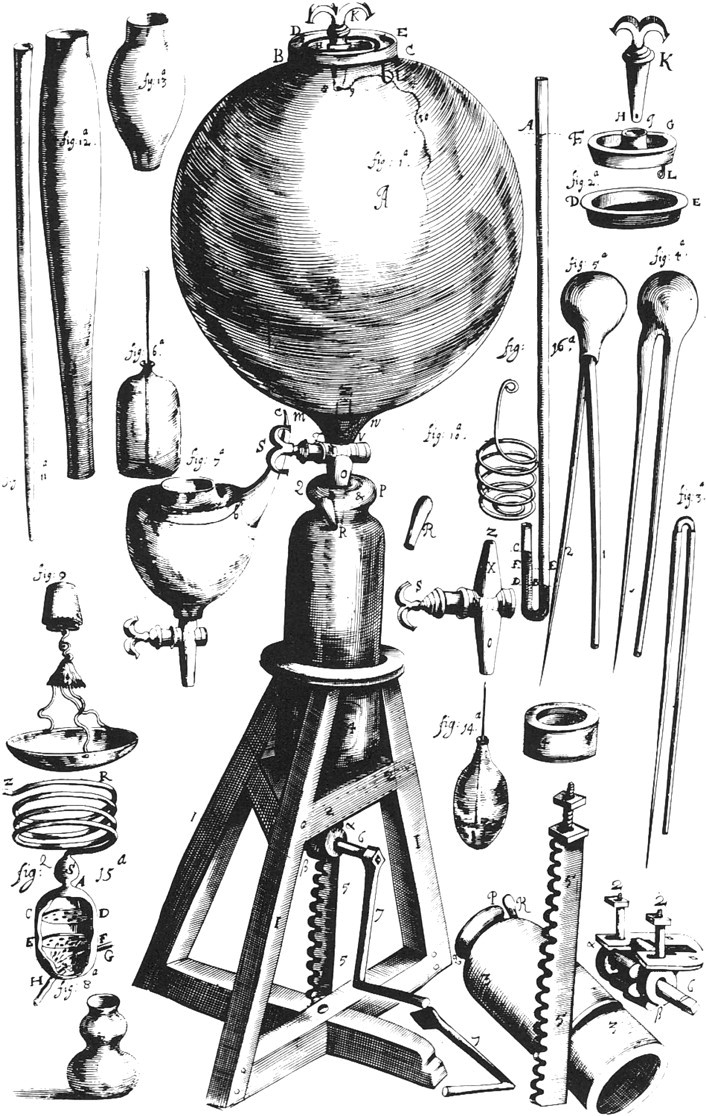
Bomba de aire en una ilustración de New Experiments ... Touching the Spring of the Air de Robert Boyle (1661).
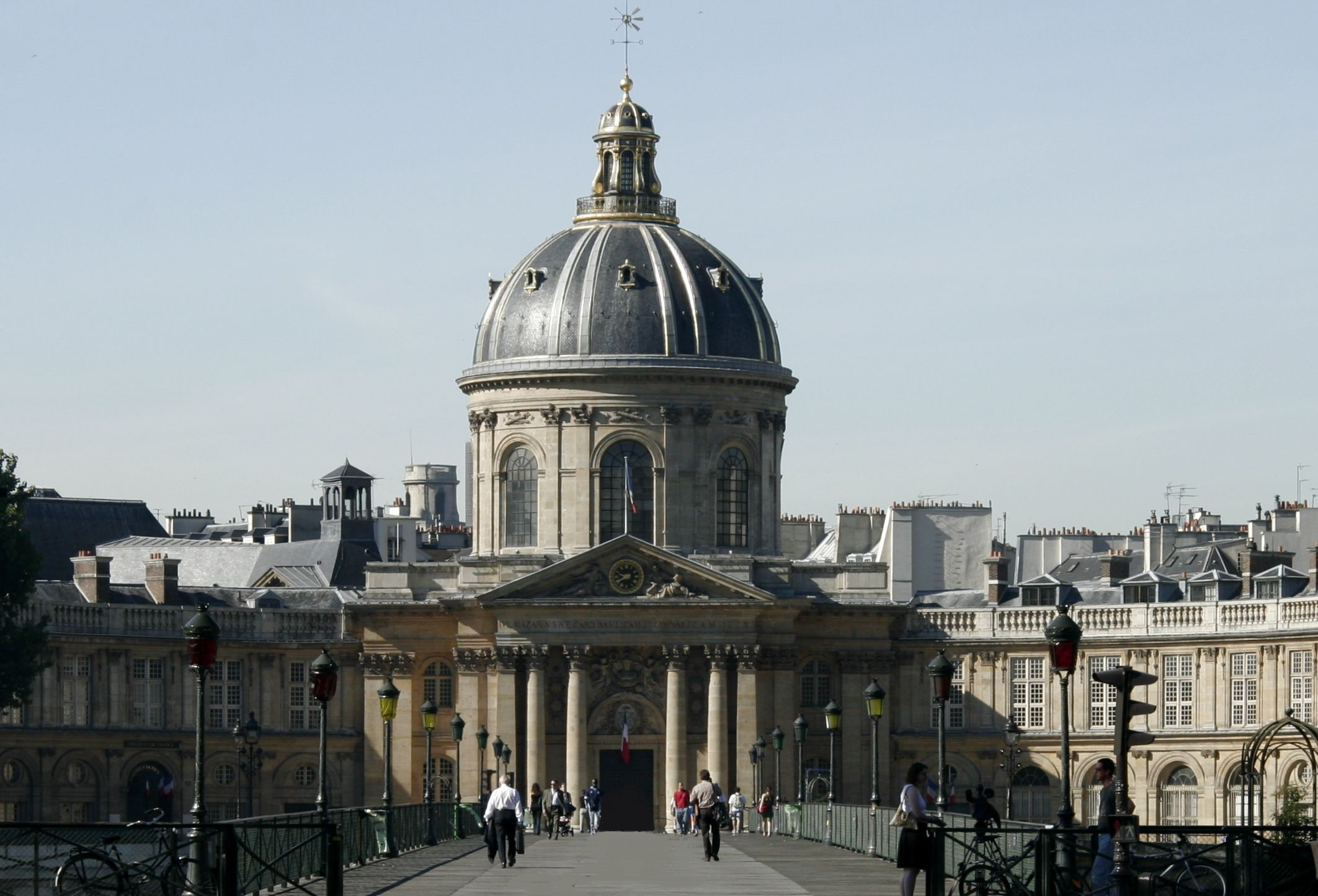
Institut de France, institución que reúne las academias francesas. La Académie des sciences fue fundada en 1666.
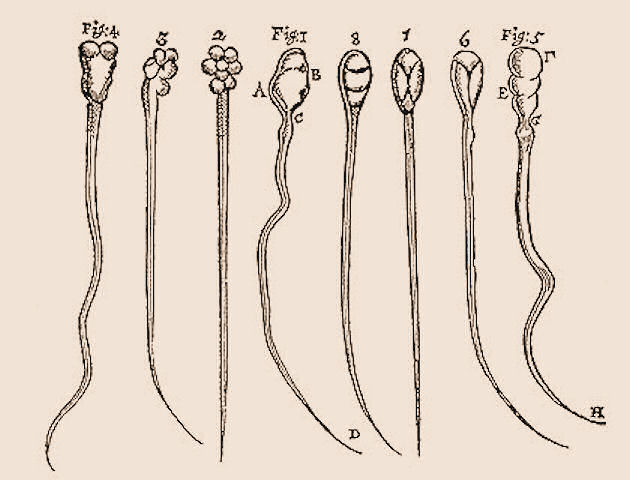
Espermatozoides dibujados por Anton van Leeuwenhoek a partir de sus observaciones al microscopio, 1678.
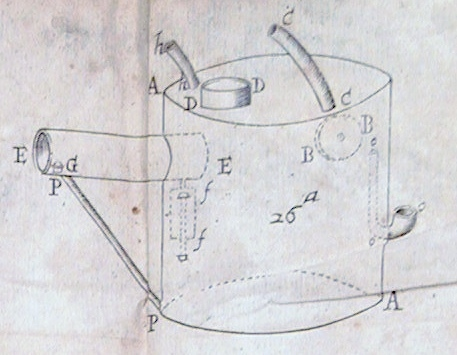
Diseño de submarino de Denis Papin publicado en las Acta Eruditorum (Leipzig, 1695), una de las primeras revistas científicas.

## Críticas

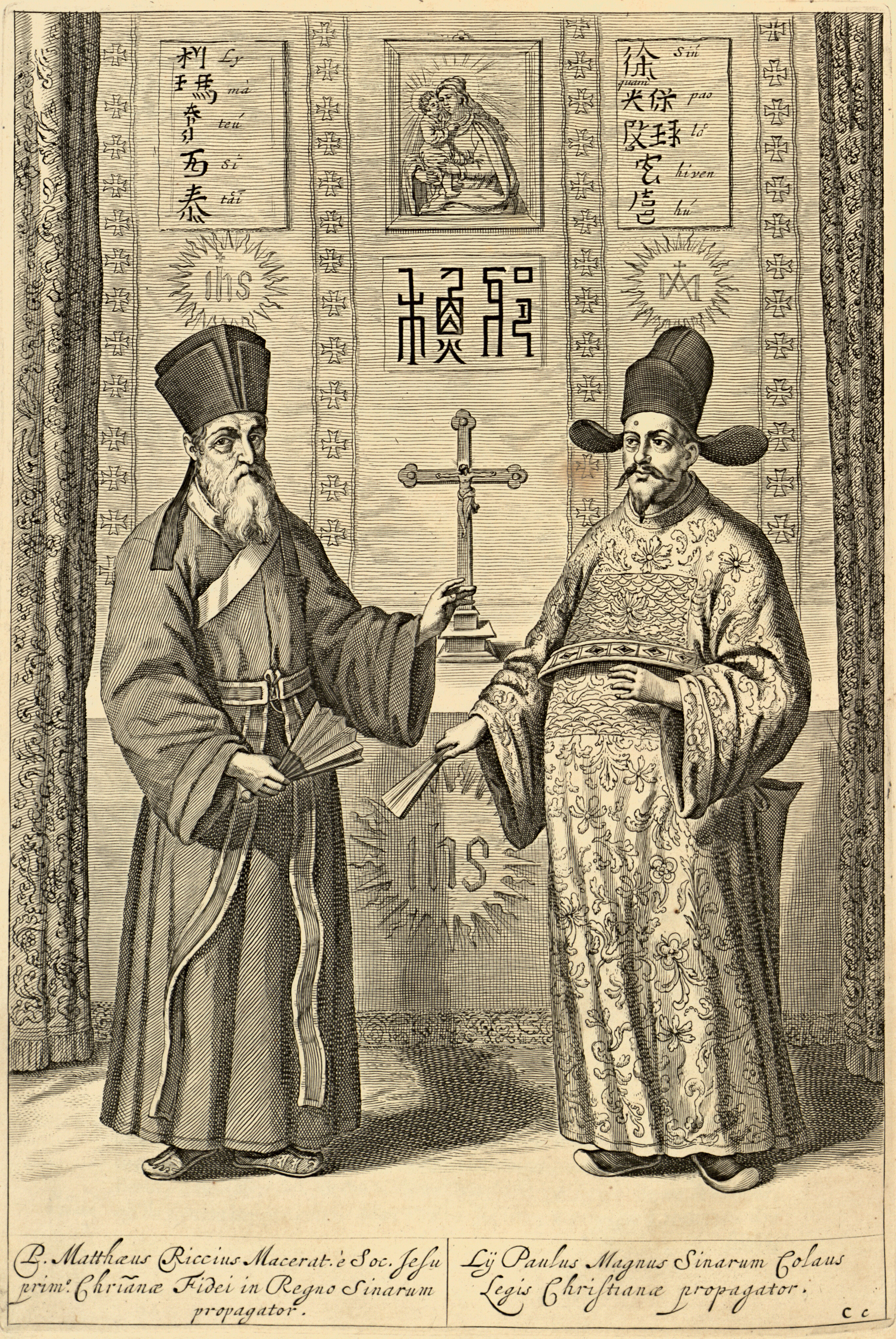
Matteo Ricci (izquierda) y Xu Guangqi (derecha) en Athanasius Kircher, La Chine ... Illustrée, Ámsterdam, 1670.

No todos los historiadores de la ciencia están de acuerdo en que hubo alguna revolución en el siglo XVI o XVII. La tesis de continuidad es la hipótesis de que no hay discontinuidad radical entre el desarrollo intelectual de la Edad Media y los desarrollos del Renacimiento y la Edad Moderna. Así, la idea de una revolución intelectual y científica después del Renacimiento es —de acuerdo con la tesis de la continuidad— un mito. Algunos teóricos de la continuidad apuntan a anteriores revoluciones intelectuales que ocurrieron en la Edad Media, que denominan «Renacimiento del siglo XII» europeo o «Revolución científica musulmana» medieval, y ven como un signo de la continuidad.
Otro punto de vista contrario, ha sido propuesto por Arun Bala en su historia dialógica sobre nacimiento de la ciencia moderna. Bala argumenta que los cambios relacionados con la Revolución científica —la matemática realista, la filosofía mecánica, el atomismo, el papel central asignado al Sol en el heliocentrismo de Copérnico— tienen su origen en las influencias multiculturales de Europa. La ciencia islámica dio el primer ejemplo de una teoría matemática realista, con el Libro de óptica de Alhacén en la que los rayos de luz física viajan a lo largo de líneas matemáticas rectas. La rápida transferencia de tecnologías mecánicas chinas en la época medieval cambió la sensibilidad europea de la percepción del mundo hacia la imagen de una máquina. El sistema de numeración indo-arábigo, que se desarrolló en estrecha colaboración con el atomismo de la India, llevaba implícito un nuevo modo de pensamiento matemático atómista. Y la teoría heliocéntrica, que asigna el estatus central al Sol, así como el concepto newtoniano de fuerza que actúa a distancia, tienen sus raíces en las ideas religiosas del antiguo Egipto asociadas con el hermetismo. Bala argumenta que el ignorar tales impactos multiculturales nos ha llevado a una concepción eurocéntrica de la revolución científica.
Un tercer enfoque toma el término «renacimiento» literalmente. Un estudio más detallado de la filosofía griega y la matemática griega demuestra que casi la totalidad de los resultados revolucionarios de la llamada revolución científica fueron en realidad reformulaciones de ideas, en muchos casos más antiguas que las de Aristóteles y en casi todos los casos, al menos tan antiguas como las de Arquímedes. Aristóteles incluso argumenta explícitamente en contra de algunas de las ideas que se demostraron durante la revolución científica, como el heliocentrismo. Las ideas básicas del método científico son bien conocidas por Arquímedes y sus contemporáneos, como lo demuestra el conocido hallazgo de la flotabilidad. Los primeros que hablaron sobre atomismo fueron Leucipo y Demócrito. Desde este punto de vista, la revolución científica se reduce a un periodo de reaprendizaje de ideas clásicas, es en gran medida una extensión del Renacimiento. Este punto de vista de la revolución científica no niega que se produjera un cambio, pero sostiene que se trataba de una reafirmación de los conocimientos previos (un renacimiento) y no la creación de nuevo conocimiento. Citan como prueba afirmaciones de Newton, Copérnico y otros a favor de la visión pitagórica del mundo.